# Pyrénées
Pour les articles homonymes, voir Pyrénées (homonymie).
Les Pyrénées sont une chaîne de montagnes du Sud-Ouest de l'Europe. Elles s'étendent en longueur selon une direction est-ouest sur une distance approximative de 430 kilomètres depuis la mer Méditerranée (cap de Creus) jusqu'au golfe de Gascogne (cap Higuer) et culminent à 3 404 mètres d'altitude au pic d'Aneto. Barrière géographique résultant de la collision des plaques ibérique et eurasiatique, les Pyrénées séparent la péninsule Ibérique, au sud, du reste de l'Europe continentale, au nord. Elles s'étendent sur trois États, l'Andorre, l'Espagne et la France, et constituent depuis des siècles une frontière naturelle entre ces deux derniers.
En France, la chaîne des Pyrénées traverse deux régions administratives et six départements, qui sont d'est en ouest : l'Occitanie (Pyrénées-Orientales, Aude, Ariège, Haute-Garonne et Hautes-Pyrénées) et la Nouvelle-Aquitaine (Pyrénées-Atlantiques). Côté espagnol, elle traverse quatre communautés autonomes et sept provinces d'Espagne : la Catalogne (Gérone, Barcelone et Lérida), l'Aragon (Huesca et Saragosse), la Navarre (communauté composée d'une seule province du même nom) et le Pays basque (Guipuscoa).
Trois parcs nationaux protègent la biodiversité exceptionnelle des Pyrénées qui compte plusieurs centaines d'espèces endémiques : le parc national des Pyrénées en France, le parc national d'Aigüestortes et lac Saint-Maurice et le parc national d'Ordesa et du Mont-Perdu en Espagne.
Trois sentiers de grande randonnée traversent les Pyrénées sur toute leur longueur, d'une mer à l'autre : le GR 10 sur le versant français, le GR 11 sur le versant espagnol et la Haute randonnée pyrénéenne qui longe la ligne de crête.

## Toponymie

### Étymologie
L'origine du nom « Pyrénées » reste incertaine. De nombreuses étymologies qui furent proposées au cours des siècles ne sont plus retenues aujourd'hui, où l'on estime que Pyrénées est un toponyme savant emprunté tardivement aux géographes grecs.
Au Ve siècle av. J.-C., l'historien grec Hérodote croit savoir que l'Istros (le Danube) « vient du pays des Celtes et de la ville de Pyréné ». Le terme Πυρηναῖα / Purēnaīa se trouve ensuite, par exemple, chez l'écrivain Plutarque (vers 46 - 125 ap. J.-C.). Plus tard, le mot transitera par le latin Pyrenaeus, avant de devenir un emprunt savant au Moyen Âge : à titre d'exemple, sa première apparition en occitan est, en 1660, als confins dels Pireneus. Dans les diverses langues de la chaîne montagneuse Pyrenaeus donne : en aragonais o Pireneu / os Perinés, en catalan els Pirineus / el Pirineu, en espagnol los Pirineos / el Pirineo, en gascon eths / los Pirenèus, en occitan los Pirenèus, ainsi qu'en basque Pirinioak ou Auñamendiak. Dans toutes ces langues (sauf en basque, langue ne possédant pas de genre), le nom est masculin ; en français, cependant, « les Pyrénées » est aujourd'hui un mot féminin, inversion entretenue par le fait que l'article pluriel n'a pas de genre. De plus, par contact linguistique, l'occitan a développé la forme erronée las Pirenèas.
Dans la mythologie grecque, le terme « Pyrénées » est associé au personnage légendaire nommé Pyrène (Πυρήνη / Purḗnē), fille du roi Bebryce. Selon Silius Italicus, la jeune fille fut aimée d'Héraclès qui la délaissa. Elle donna naissance à un serpent et alla enfouir sa honte dans les forêts où elle fut dévorée par les bêtes sauvages. Héraclès lui construisit un tombeau. Diodore de Sicile (vers 90 - 30 av. J.-C.) explique en revanche le nom Pyrénées à partir du grec ancien πῦρ / pûr (devenu pyr), « feu » à cause d'un immense incendie qui aurait ravagé toutes les forêts de la chaîne.

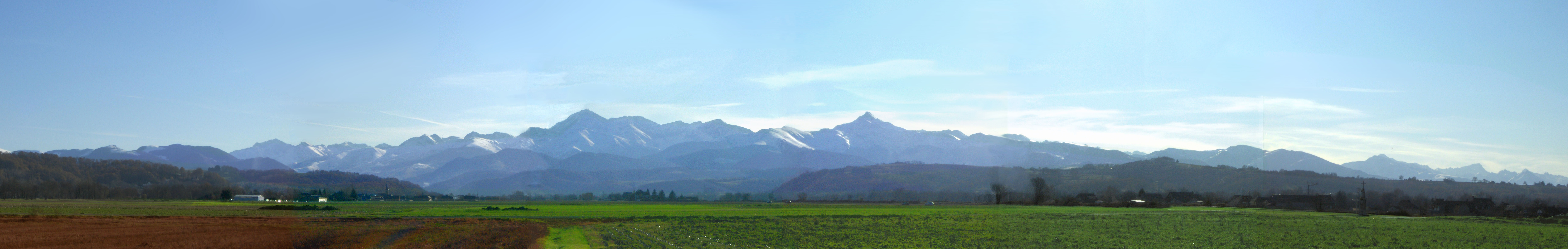
La chaîne des Pyrénées vue depuis la plaine de Tarbes.
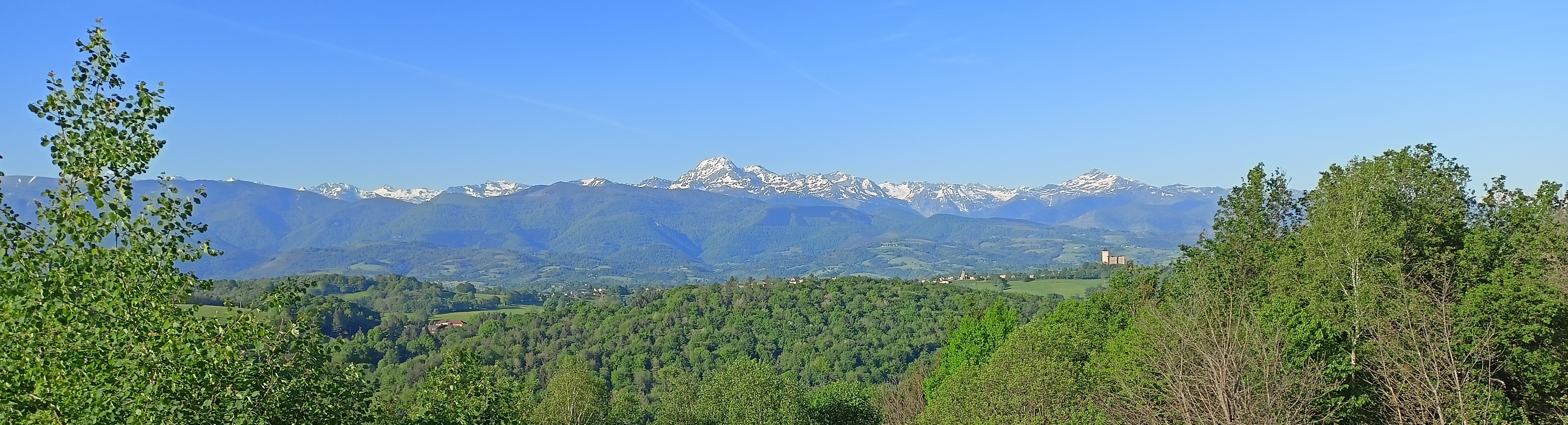
Panorama avec le pic du Midi de Bigorre et le château de Mauvezin.

### Terminologie pyrénéenne
Un certain nombre de termes sont spécifiques des Pyrénées, notamment en oronymie :
- Soulane (en Gascogne), équivalent de l'adret
- Estive, équivalent d'alpage
- Neste (dans les Hautes-Pyrénées) et gave (Pyrénées-Atlantiques et Hautes-Pyrénées), équivalents de torrent ou rivière
- Cayolar, cuyala ou coueila, selon le lieu (Béarn), équivalent de cabane[11]
- Port, de l'occitan pòrt, équivalent de col[12]
- Soum[13] et tuc, issus de l'occitan, équivalents de sommet

## Géographie

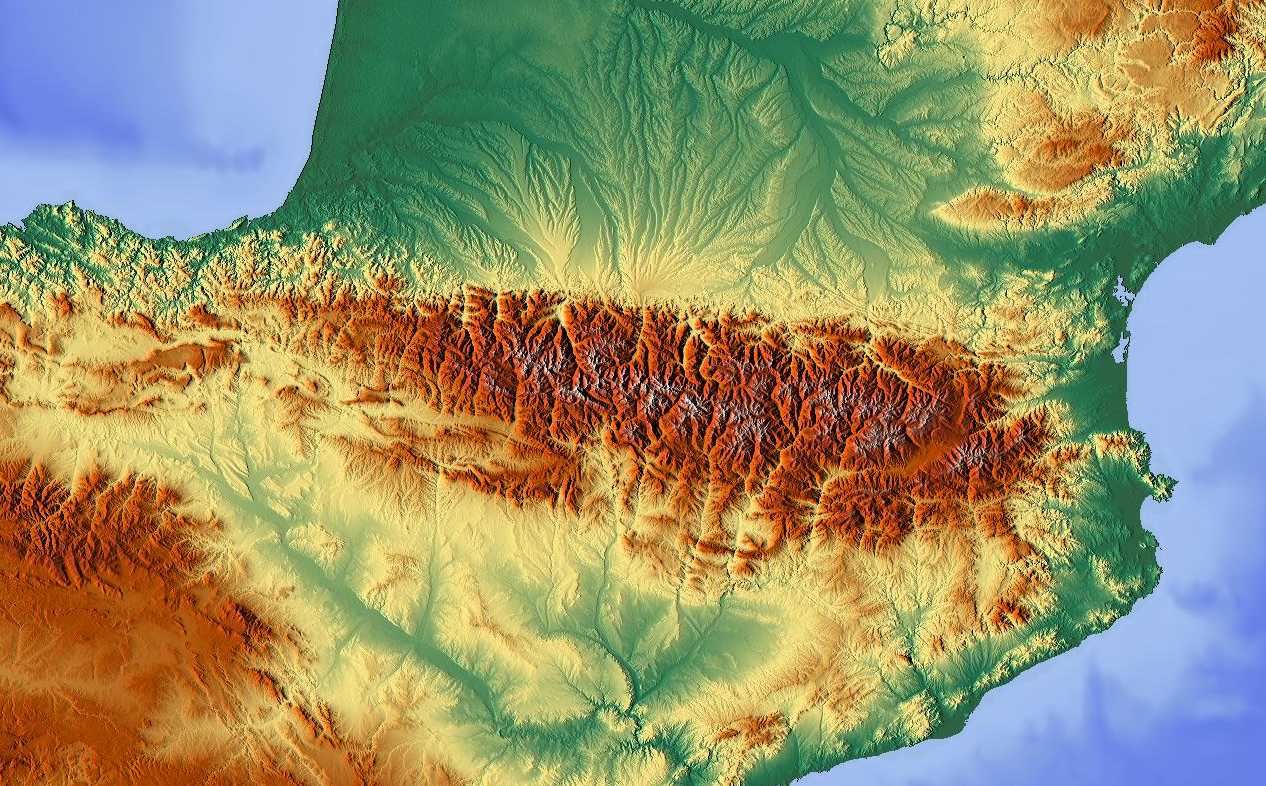
Carte topographique des Pyrénées montrant le bassin de l'Èbre au sud, celui de l'Adour et de la Garonne au nord.

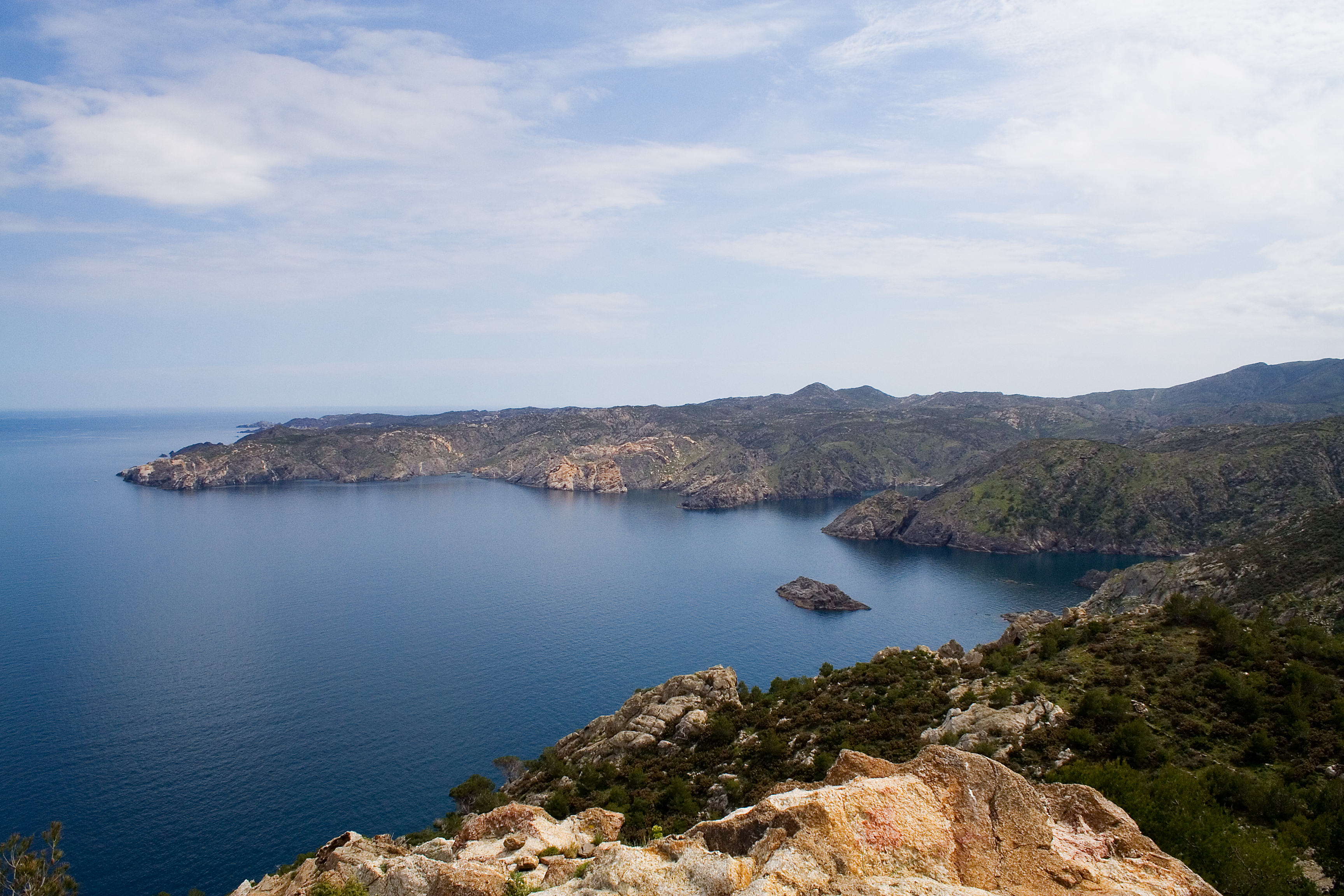
Les Pyrénées se jetant dans la mer au cap de Creus.

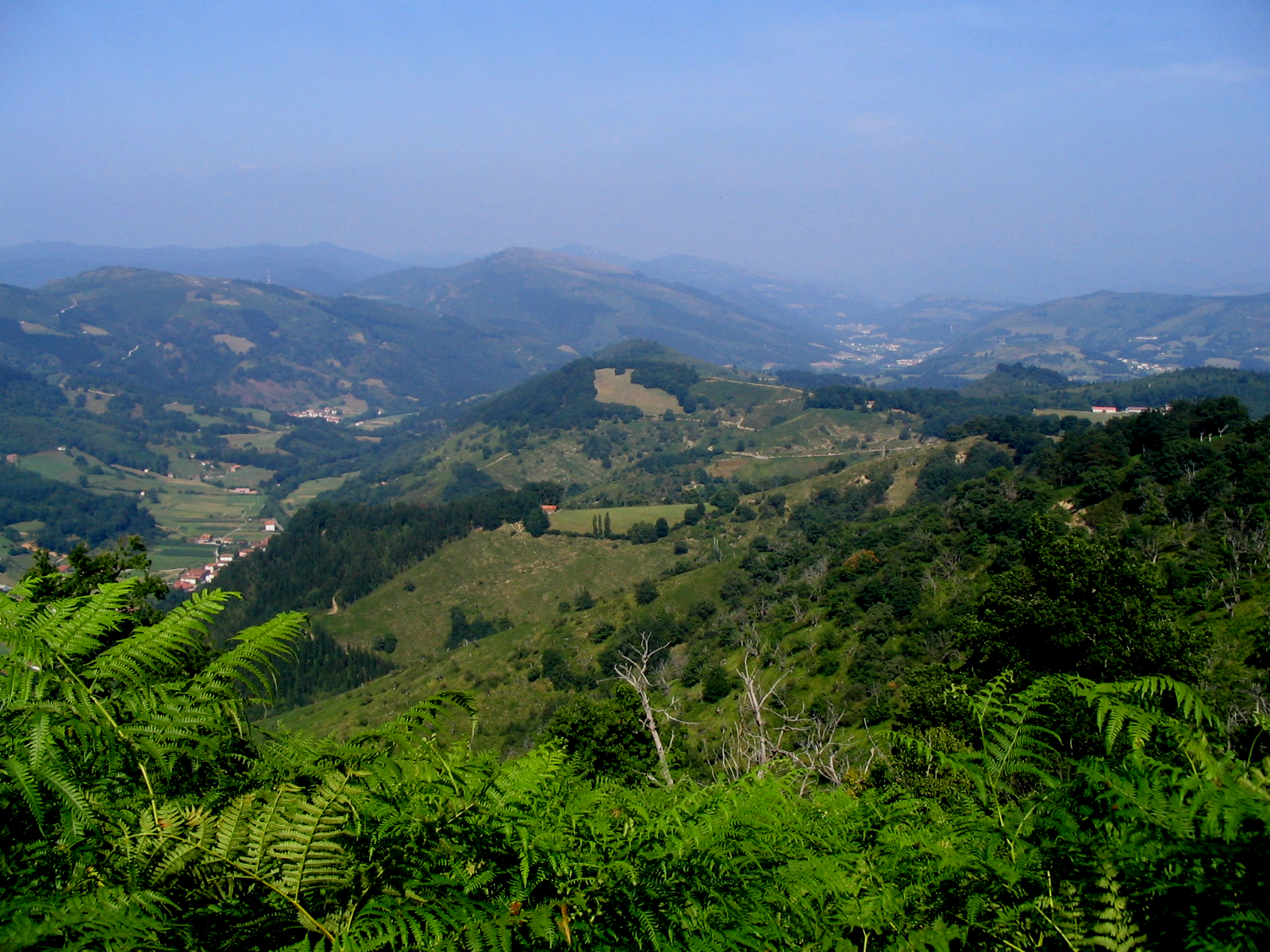
Piémont pyrénéen dans le Pays basque.

### Situation
En géographie physique, les Pyrénées forment une chaîne d'allure rectiligne, assez étroite, d'une longueur totale de 430 kilomètres de la Méditerranée (cap de Creus) à l'Atlantique (Jaizkibel). La délimitation occidentale peut paraître arbitraire puisque les Pyrénées se fondent progressivement dans les Montagnes basques qui à leur tour rejoignent les monts Cantabriques (soit un axe pyrénéo-cantabrique atteignant 1 000 km de continuité montagneuse). La plus simple définition géographique des Pyrénées tient à leur caractère « isthmique » : entre la Méditerranée et le point le plus proche du golfe de Gascogne. Au-delà commence la chaîne (cordillera) basco-cantabrique.
Pour fixer une largeur limite approximative au massif, on peut dire que le piémont pyrénéen se dilue dans le bassin de l'Èbre versant espagnol, dans le Bassin aquitain et la basse vallée de l'Aude versant français.

### Topographie

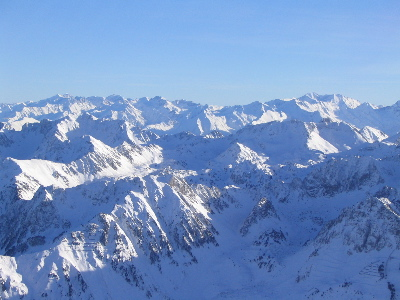
Pyrénées centrales vues depuis le pic du Midi de Bigorre.

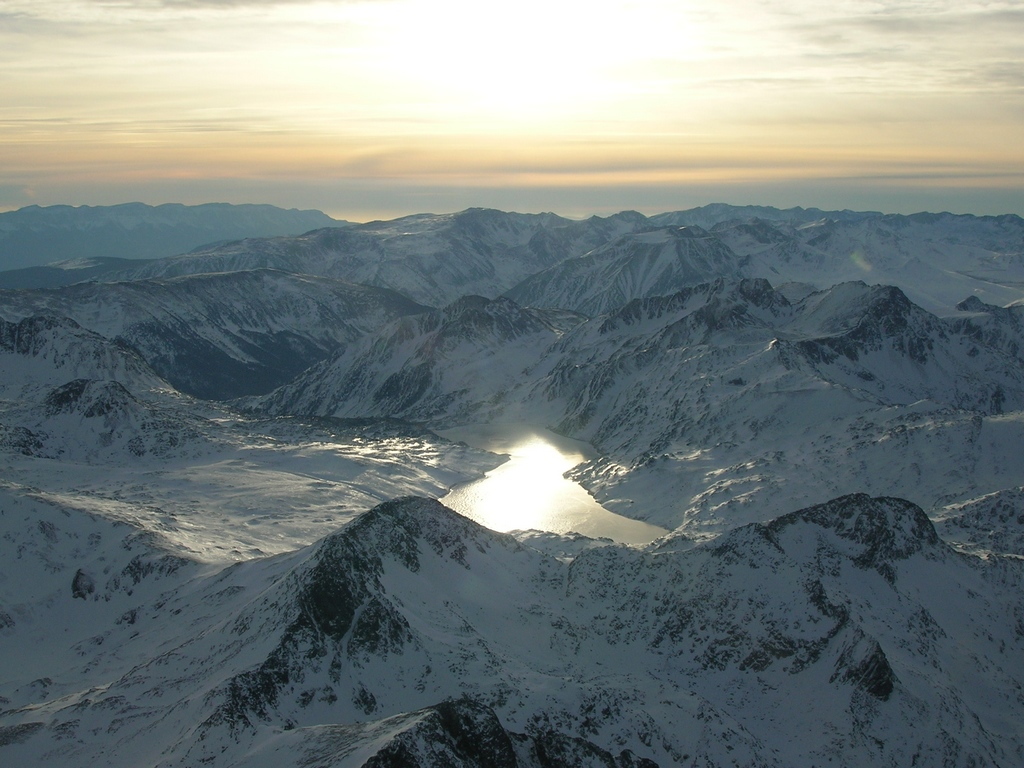
Reflet hivernal d'un lac pyrénéen.

D'ouest en est, on distingue traditionnellement trois aires de montagne :
- les Pyrénées atlantiques, encore appelées les basses Pyrénées. Elles s'étendent entre le golfe de Gascogne (Atlantique) et le pic d'Anie (Pyrénées-Atlantiques). Peu élevées, elles ne dépassent pas les 2 000 m. L'altitude des cols est donc aussi relativement basse (exemple : le col de Roncevaux, 1 056 m) ; mais les vallées peuvent être très encaissées (exemple : gorges de Kakouetta). C'est la zone du Pays basque et d'une partie du Béarn (col du Somport) ;
- les Pyrénées centrales entre le pic d'Anie et le col de Puymorens (Pyrénées-Orientales). C'est là que se trouvent les plus hauts sommets dépassant 3 000 m (voir l'article liste UIAA des 3000 pyrénéens) comme l'Aneto (plus haut sommet des Pyrénées avec ses 3 404 m) ou le Vignemale (plus haut sommet côté français avec 3 298 m). Il existe à cet endroit peu de points de passage entre la France et l'Espagne (col de Puymorens) ;
- les Pyrénées orientales, encore appelées Pyrénées catalanes. Elles comprennent la zone à l'est du col de Puymorens jusqu'à la Méditerranée. Moins hautes que les Pyrénées centrales, elles comprennent de hauts sommets comme le pic Carlit (2 921 m), le Puigmal (2 910 m), le pic du Canigou (2 784 m) et de grands massifs naturels comme le massif des Corbières.

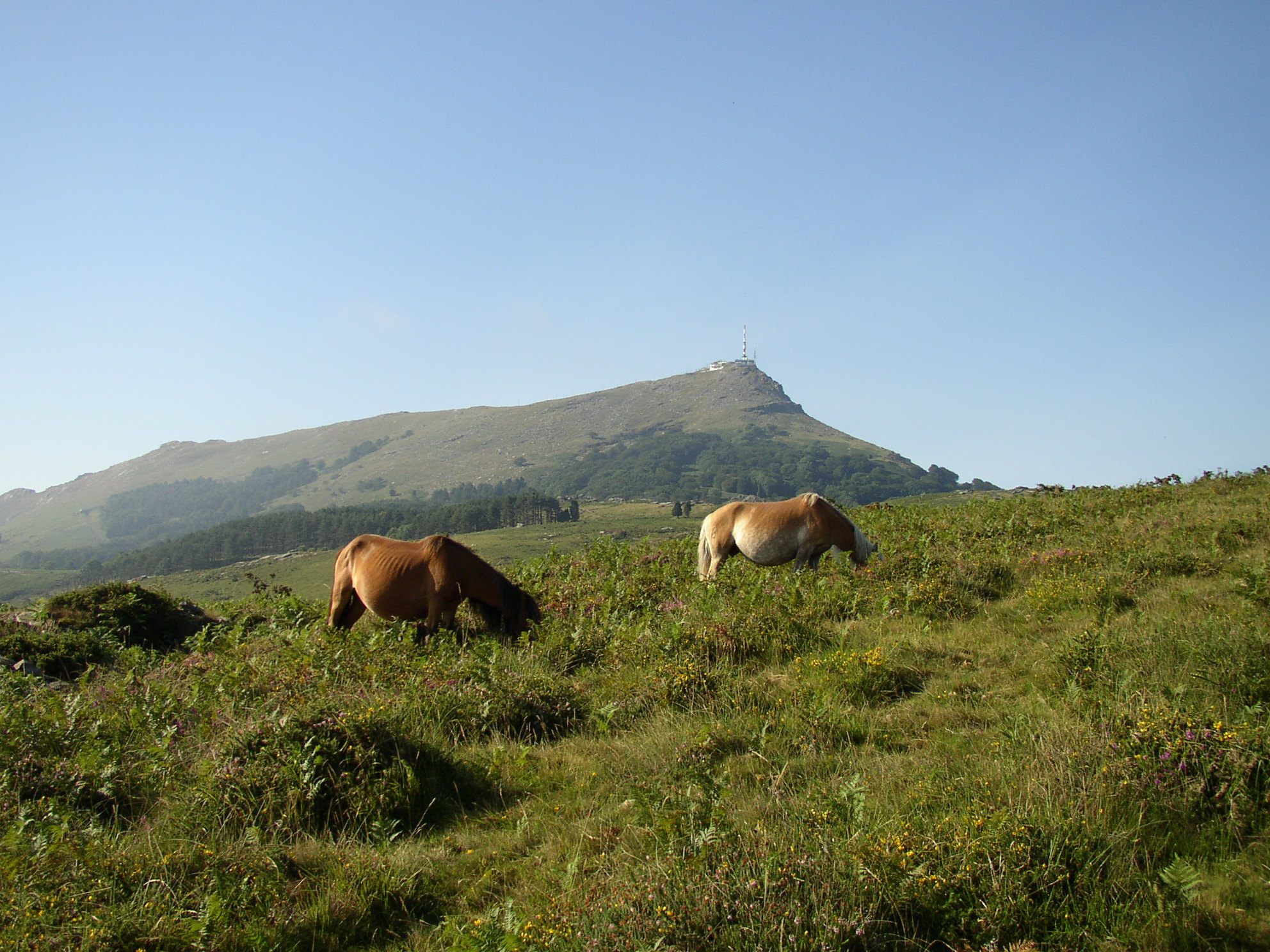
La Rhune dans les Pyrénées atlantiques.
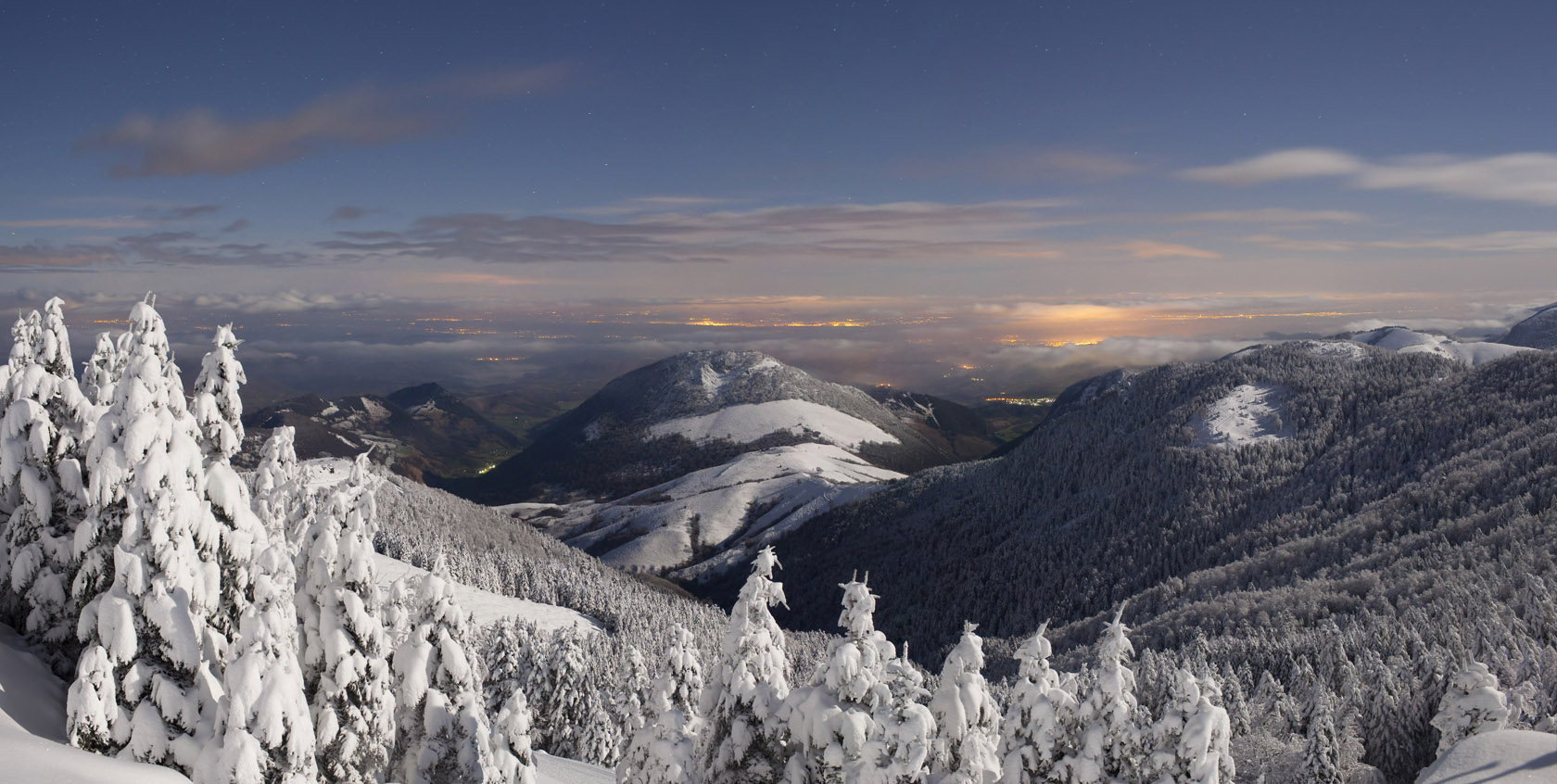
Vallée de Barétous vue du pic d'Issarbe (Pyrénées ouest).
Cylindre du Marboré, Pyrénées centrales.

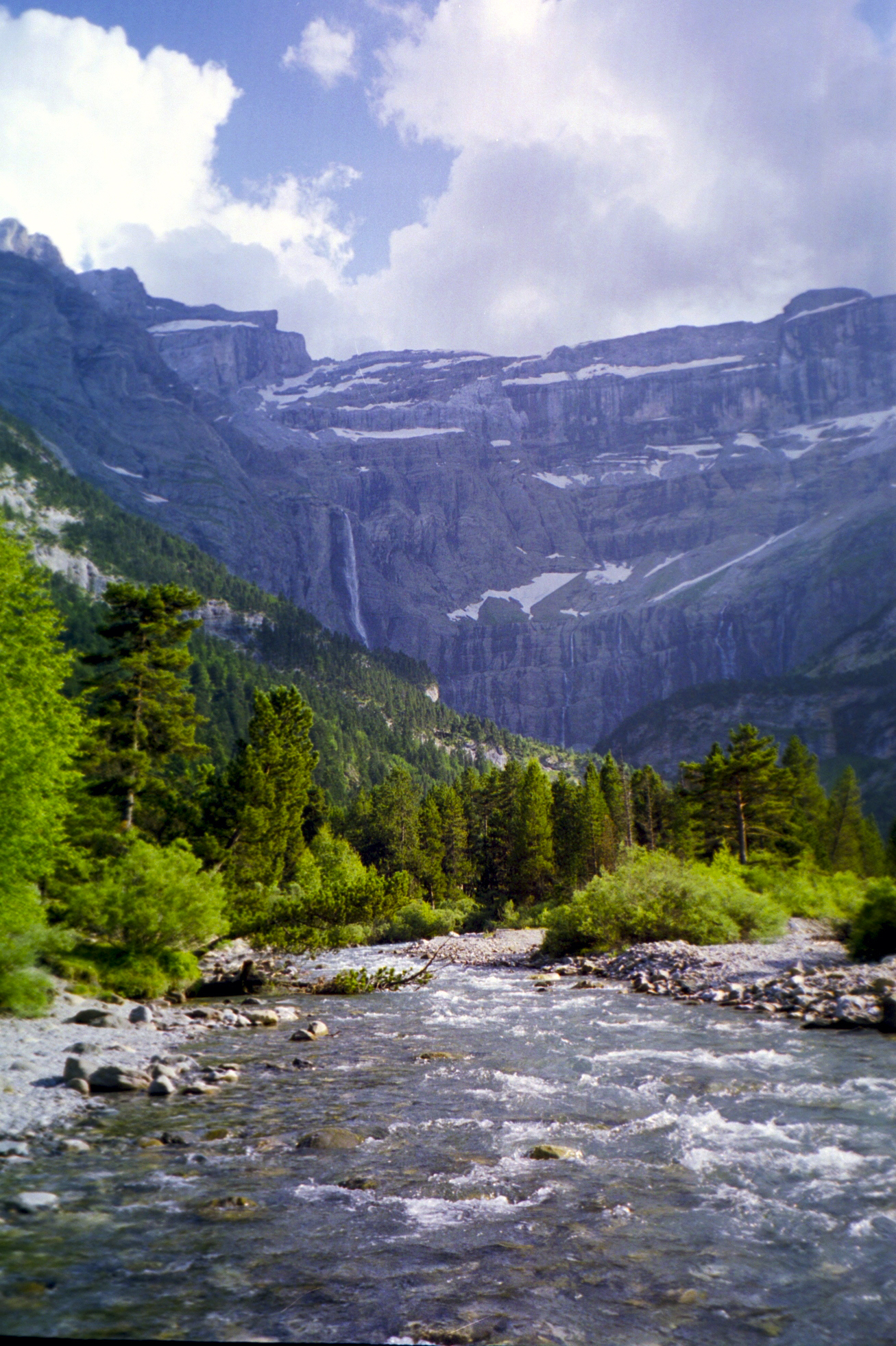
Cirque de Gavarnie avec la Grande Cascade en fond (422 m) donnant naissance au gave de Pau.

Parmi les caractéristiques distinctives des paysages pyrénéens, on peut citer :
- l'absence de grands lacs, comparativement au massif des Alpes par exemple ;
- la rareté et l'altitude élevée des cols (appelés parfois ports, portillons, hourquette) ;
- le nombre important de torrents de montagnes, typiques des Pyrénées françaises, plus escarpées dans leur ensemble que les Pyrénées espagnoles ;
- la fréquence des cas où la partie supérieure d'une vallée se termine en un cirque rocheux. Parmi les plus connus se trouvent le cirque de Gavarnie, cirque de Troumouse, cirque de Barrosa, cirque du Litor, ou encore le cirque de Cagateille.

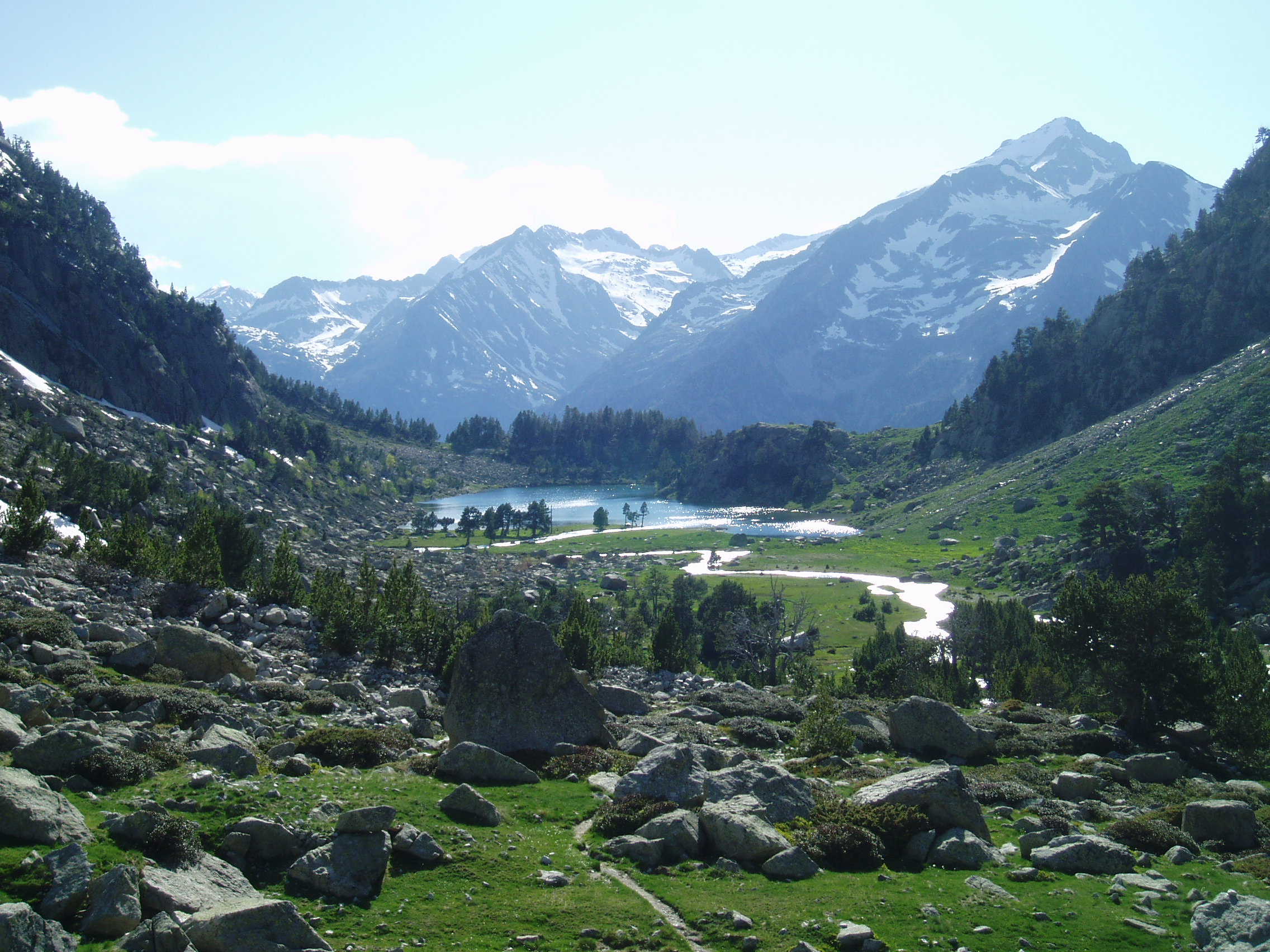
Besiberri en Catalogne : paysage typique avec petit lac et vallée suspendue.

La plus haute chute d'eau (422 m) se trouve à la source du gave de Pau au niveau du cirque de Gavarnie. Ce dernier fait partie avec le massif du Mont-Perdu d'un massif montagneux transfrontalier plus vaste désigné sous le nom de Pyrénées-Mont Perdu, et inscrit depuis 1997 sur la liste du patrimoine mondial de l'UNESCO au titre des paysages naturels et des paysages culturels,.

#### Massifs et sommets

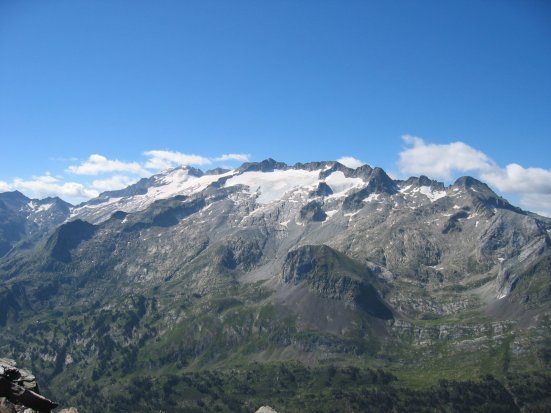
Le massif de la Maladeta dominé par le pic d'Aneto (3404 mètres).

Le point culminant des Pyrénées est le pic d'Aneto (3 404 m d'altitude), situé en territoire espagnol. Les hauts sommets, situés au-dessus de 3 000 m, se situent principalement dans les Pyrénées centrales, en région Occitanie, côté français, et dans la communauté autonome d'Aragon côté espagnol : il existe en tout 129 sommets principaux et 83 secondaires se hissant au-dessus des 3 000 mètres et répartis en 11 zones. Cette limite mythique des 3 000 m est née courant XIXe siècle à la suite de la Révolution française qui a institutionnalisé le système métrique (avant on comptait en toise), engendrant un véritable engouement pour l'ascension de tels sommets (voir pyrénéisme).
Tous les massifs et sommets célèbres n'atteignent pas 3 000 mètres : par exemple, le massif des Corbières qui culmine à 1 230 m avec le pic de Bugarach, le pic du Midi de Bigorre (2 876 m) et le pic du Midi d'Ossau (2 884 m) bien visibles depuis la plaine, le pic du Canigou (2 784 m), le pic d'Anie (2 504 m), le Grand Gabizos (2 692 m), le Montardo (2 833 m), la Rhune (900 m), sans oublier le mont Valier (2 838 m) dans le Couserans, etc.

#### Vallées

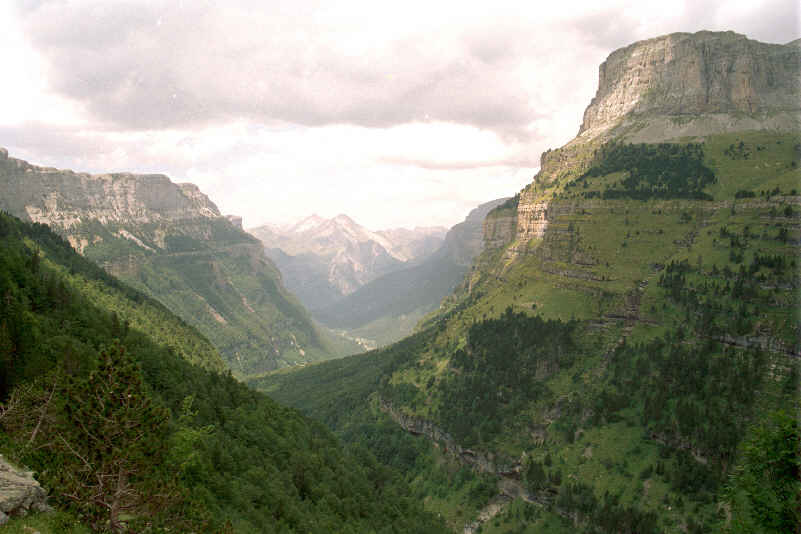
La vallée d'Ordesa depuis le Sentier des Chasseurs (Pyrénées espagnoles)

Les vallées pyrénéennes sont fréquemment orientées nord-sud (à l'exception des vallées catalanes et de celles de haute Ariège, le plus souvent orientées ouest-est). Leurs hauts sommets s'égrènent sans grande discontinuité, ce qui explique que d'un bout à l'autre de la chaîne il existe peu de points de passage praticables entre le versant septentrional et le versant méridional. Ainsi la frontière franco-espagnole suit à peu près la ligne des crêtes, la principale exception à cette règle étant formée par le val d'Aran qui dépend de l’Espagne mais se situe sur le versant septentrional du massif. Autre « anomalie », la Cerdagne, située sur le versant méridional de la chaîne mais partagée entre la France et l'Espagne. Les versants comptent des vallées glaciaires typiques en « U », comme celles d'Aspe et de Bénasque.
Les vallées pyrénéennes sont en général étroites, orientées nord-sud et particulièrement encaissées du côté français à proximité de la haute chaîne frontalière (jusqu'à 2 000 mètres de dénivelé).
La plupart des vallées ont subi l'érosion glaciaire comme en témoignent les dépôts morainiques (remarquables en vallée de Campan) et certains fonds plats (vallée d'Ossau, vallée du Louron, vallée de la Noguera Pallaresa vers Esterri d'Àneu, vallée du Rio Cinqueta vers Plan…). Si elles sont moins larges que celles des Alpes et dépourvues de lacs de fond de vallée cela s'explique surtout par des glaciers moins grands et moins puissants, les Pyrénées présentant une plus faible superficie et une moindre altitude. Les plus grands glaciers pyrénéens atteignaient cependant le piémont : Ossau, Gave de Pau, Garonne (le plus long avec 70 km), Ariège sur le versant nord, Gallego, Ara et Cinca sur le versant sud.
Dans les massifs calcaires, les vallées se présentent le plus souvent sous forme de canyons, par exemple dans le massif de Larra-Belagua (Kakouetta, Holzarte) ou dans le massif du Mont-Perdu (Vellos, Niscle). Ceux-ci sont le résultat d'une érosion de type fluvial à la surface d'un milieu karstique. Du fait des différences importantes d'ensoleillement et de température entre le fond des canyons et leur sommet, ils abritent une très grande biodiversité floristique et faunistique.

### Hydrographie

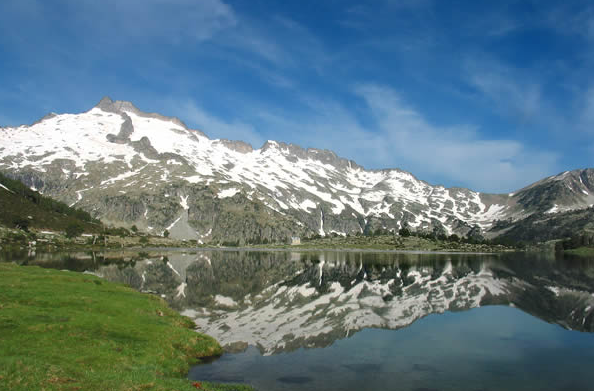
Le pic de Néouvielle (3091 m) et le lac d'Aumar.

Le système hydrographique des Pyrénées est composé d'un très grand nombre de petits lacs et étangs (ibón en aragonais) jalonnant de non moins nombreux gaves et autres cours d'eau. Il n'y a pas de « grands lacs » dans les Pyrénées (contrairement aux Alpes) : les plus grands sont des retenues artificielles telles que la retenue de Yesa (Navarre) avec une superficie de 1 900 ha. Toutefois le nombre de lacs et étangs est impressionnant, environ 2 500, ainsi que leur profondeur qui peut être supérieure à 100 mètres.
On trouve de nombreux lacs artificiels et de nombreux barrages, dont les principaux côté français sont Puyvalador, Matemale, Bouillouses, Paset, Lanoux, Naguilles, Orgeix, Grandes Patures, Bésines, Goulours, Laparan, Gnioure, Fourcat, Izourt, Bassies, Soulcem, Oô, Portillon, Cap de Long, Gloriettes, Gavarnie, Ossoue, Orédon, Escoubous, La Mongie, Laquets, Aumar, Aubert, Oule, Migouélou, Tech, Artouste, Bious-Artigues, Fabrèges, etc.
Selon les régions, le nom générique des rivières diffère : depuis la vallée d'Argelès-Gazost, en Bigorre, jusqu'en Béarn, les rivières torrentielles sont appelées « gaves » et se rejoignent dans l'Adour. En revanche, depuis la vallée de Bagnères-de-Bigorre jusqu'en vallée d'Aure, on parle de « nestes ».
En milieu karstique, les cours d'eau forment souvent de longues rivières souterraines comme celle de Bétharram avant de jaillir sous forme de petits torrents, et peuvent laisser place à des gorges très étroites et profondes comme les gorges de Galamus, ou des trouées impressionnantes comme celle de la grotte du Mas-d'Azil. Par ailleurs, les cours d'eau les plus importants ont donné leur nom aux départements, provinces ou comarques qu'ils traversent : l'Aragon, l'Ariège, l'Aude, la Garonne, etc.
Les glaciers des Pyrénées ont été marqués par un très important recul de leur surface de 1850 au début des années 2020, perdant 93 % de leur superficie. La disparition de l'ensemble des glaciers du massif (en dehors de quelques névés épars) est estimée pour 2035 à 2040.

### Géologie

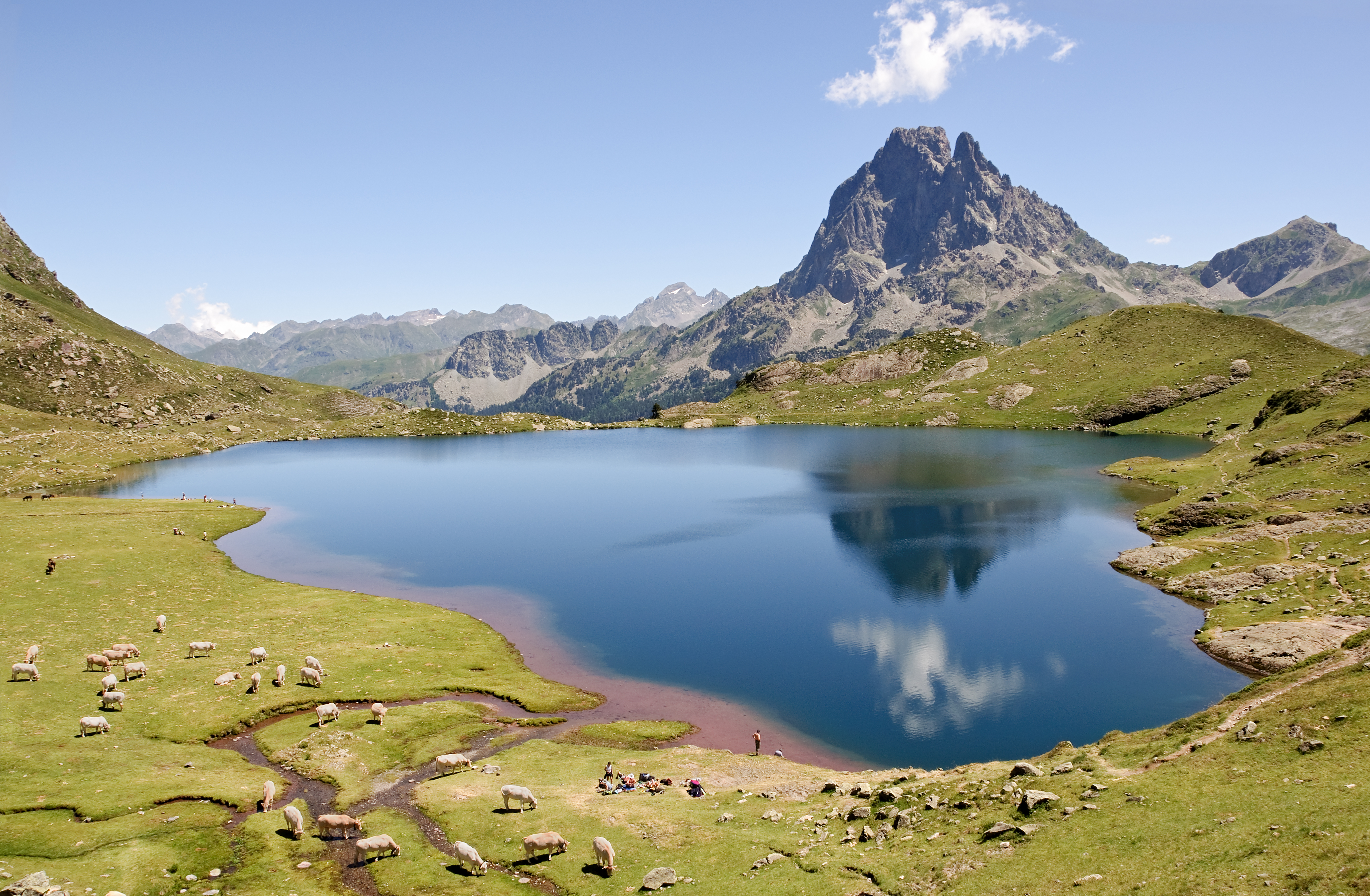
Le pic du Midi d'Ossau, en Béarn, fait partie d'une ancienne caldeira volcanique.

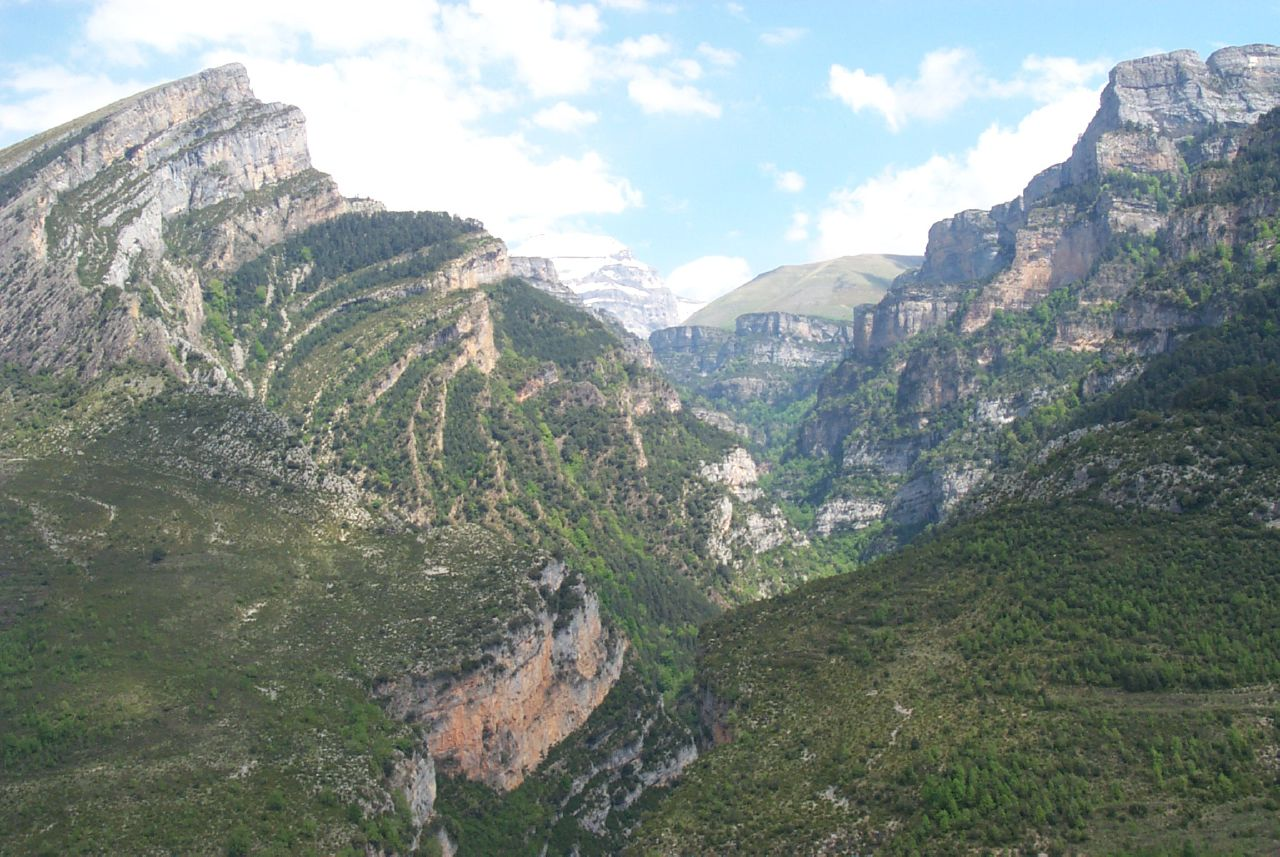
Le canyon de Niscle, en Espagne : on distingue l'alternance de nombreuses strates sédimentaires sur le flanc du canyon creusé par le cours d'eau.

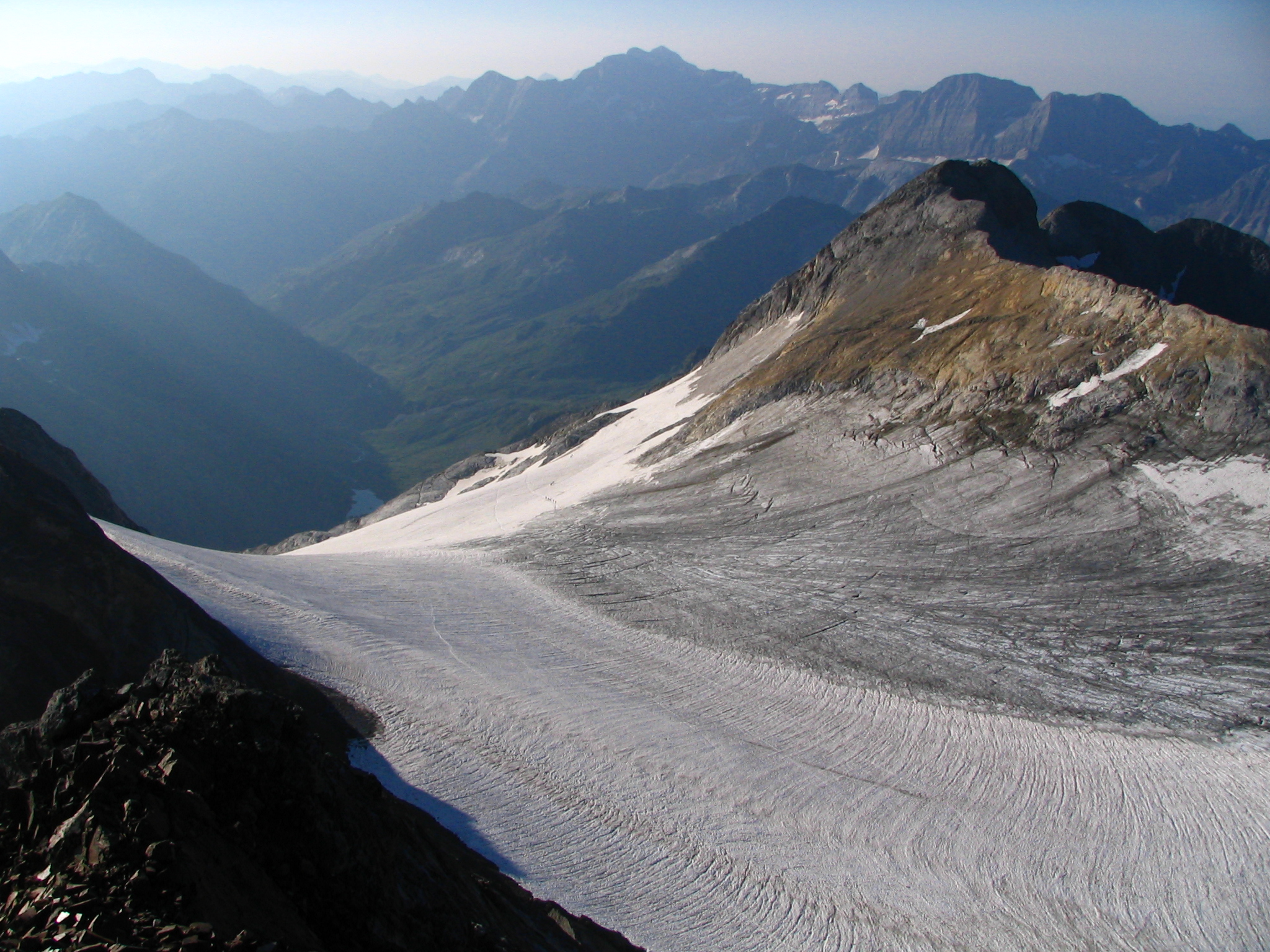
Le glacier d'Ossoue, dans le massif du Vignemale, est l'un des derniers glaciers pyrénéens.

La chaîne est à la fois jeune et ancienne selon l'échelle des temps géologiques: jeune car la surrection du relief s'est produite il y a 40 millions d'années, en même temps que les Alpes, durant l'ère tertiaire ; ancienne car les roches et matériaux surélevés ne se sont pas formés à ce moment-là mais bien plus tôt : ils préexistaient à la chaîne, durant le Mésozoïque et le Paléozoïque, voire avant.
La formation des Pyrénées, causée par la collision des plaques ibérique et eurasiatique, s'est effectuée en deux phases affectant le bassin d'avant-pays situé au nord de la chaîne :
- un évènement s'étalant de 49 à 28 Ma qui présente le paroxysme orogénique ;
- un second épisode compressif datant du Miocène (16 Ma) impliquant aussi la plaque africaine[22].

Les sédiments de la genèse des Pyrénées se déposèrent dans des bassins littoraux au cours du Paléozoïque (ère primaire) et du Mésozoïque (ère secondaire). Les roches métamorphiques et magmatiques (granite et gneiss par exemple), qui s'étaient formées dans le manteau et la croûte terrestre, commencèrent à affleurer il y a 260 millions d'années (Permien).
Puis, au Crétacé inférieur (150 - 100 Ma), sous l'effet d'une ouverture océanique, le golfe de Gascogne s'ouvrit en éventail, serrant l'Espagne contre la France et prenant en étau de grandes couches de sédiments d'une mer peu profonde présente à l'époque. La collision continentale fut progressive d'est en ouest : le serrage et le soulèvement de l'écorce terrestre commencèrent par affecter la partie orientale pour s'étendre progressivement à toute la chaîne, surrection et déformation culminant à l'Éocène, au début du Cénozoïque (ère tertiaire).
La zone axiale des Pyrénées (qui forme une ellipse très allongée tout le long de la ligne des hautes altitudes, du pic d'Anie jusqu'au Roussillon) est constituée de roches bien plus anciennes que la formation des sommets elle-même. La prépondérance dans cette zone de roches crustales (granites et gneiss) offrant peu de prise à l'érosion est responsable de l'aspect massif et peu découpé de la chaîne.
Tout autour de la zone axiale, les sédiments des formations jurassiques et crétacées se sont plissés en bandes concentriques. Ils sont plus étalés sur le versant sud où ils forment des étagements successifs de sierras et de hauts plateaux. Au nord, ils forment une bande relativement étroite dans les Pyrénées centrales, par exemple pour les Petites Pyrénées, avant-mont s'étendant de l'Aude au confluent du Salat et de la Garonne et comprenant des chaînons calcaires comme le Plantaurel ; ils s'élargissent à l'ouest au-delà du pic d'Anie où les sommets de granite sont flanqués de couches calcaires et à l'est, dans les Corbières, où les soubassements schisteux et calcaires reparaissent, fortement plissés et ravinés.
Au Pléistocène, l'érosion glaciaire façonna les cirques et vallées glaciaires en forme de U, fréquents sur le versant nord, de même qu'elle fut responsable de la création de plateaux fluvio-glaciaires au nord de la chaîne (comme le Lannemezan) par l'accumulation des alluvions de graviers et d'argiles transportées par les cours d'eau.
Curiosités géologiques :
- la vallée ou chute de la Cerdagne : fossé d'effondrement situé dans l'est du massif ;
- la brèche de Roland : trouée naturelle de 40 m de large et de 100 m de haut s’ouvrant dans les falaises situées au-dessus du cirque de Gavarnie ;
- les mallos comme les Mallos de Riglos : murs coniques (de 300 m de haut dans le cas de ceux de Riglos), formés par le plissement puis l'érosion de roches sédimentaires tendres.

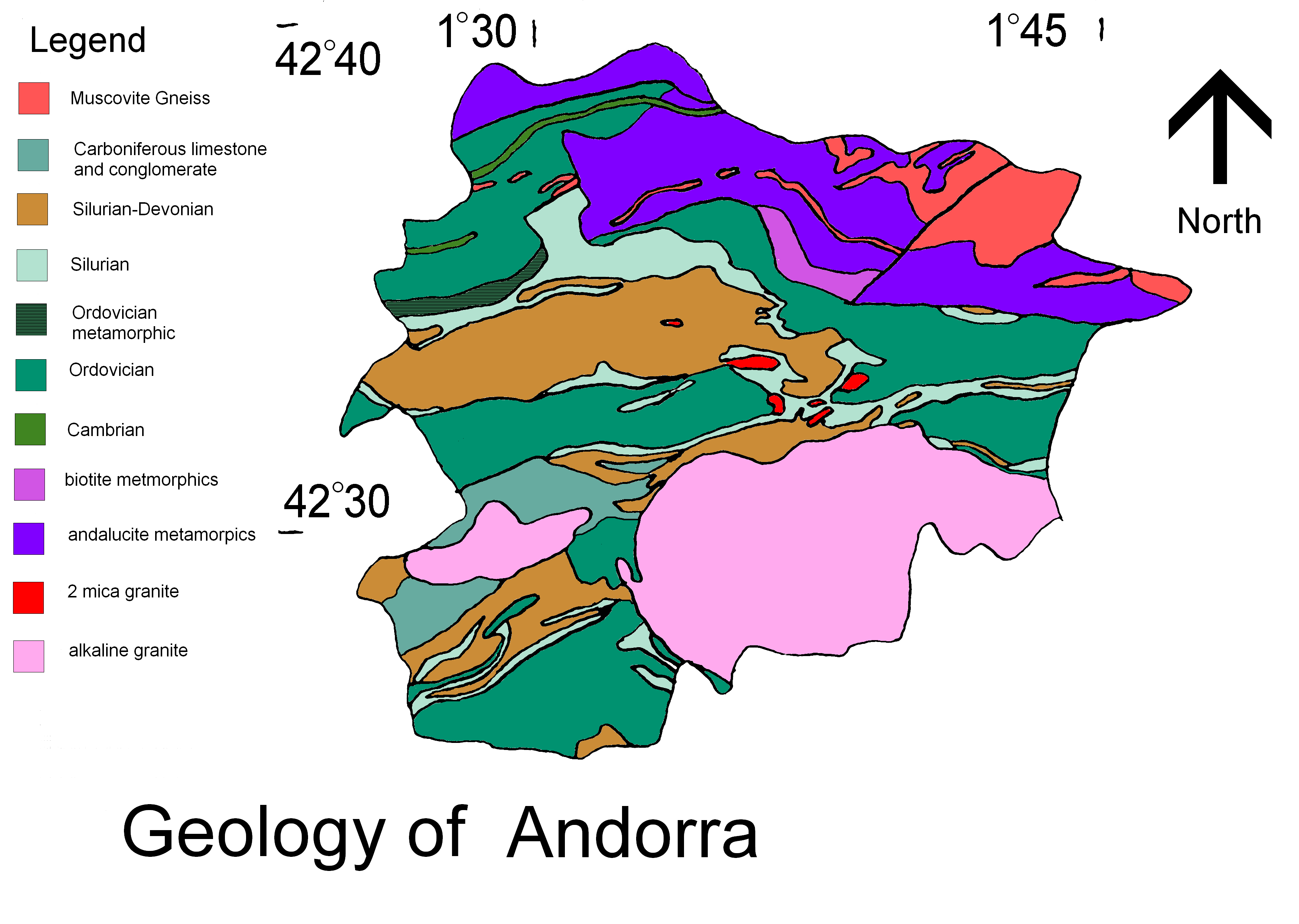
Carte géologique de l'Andorre : granite, mica, gneiss du Paléozoïque.
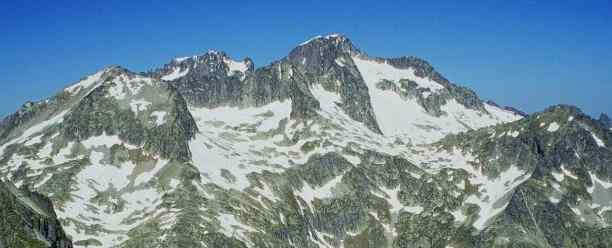
Le pic du Balaïtous (3 144 m) constitué de roches granitiques du Paléozoïque.
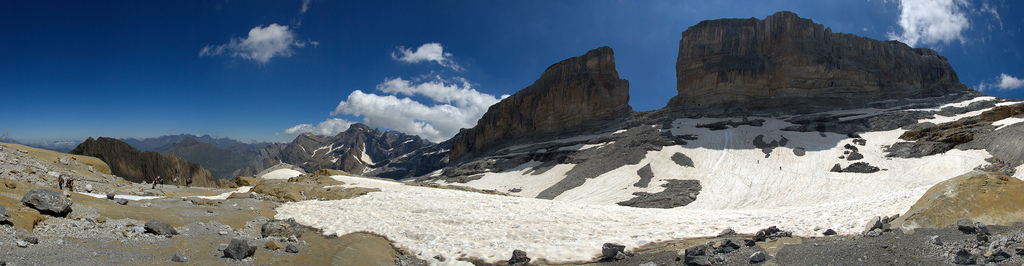
La brèche de Roland, au-dessus de Gavarnie dans les Hautes-Pyrénées.
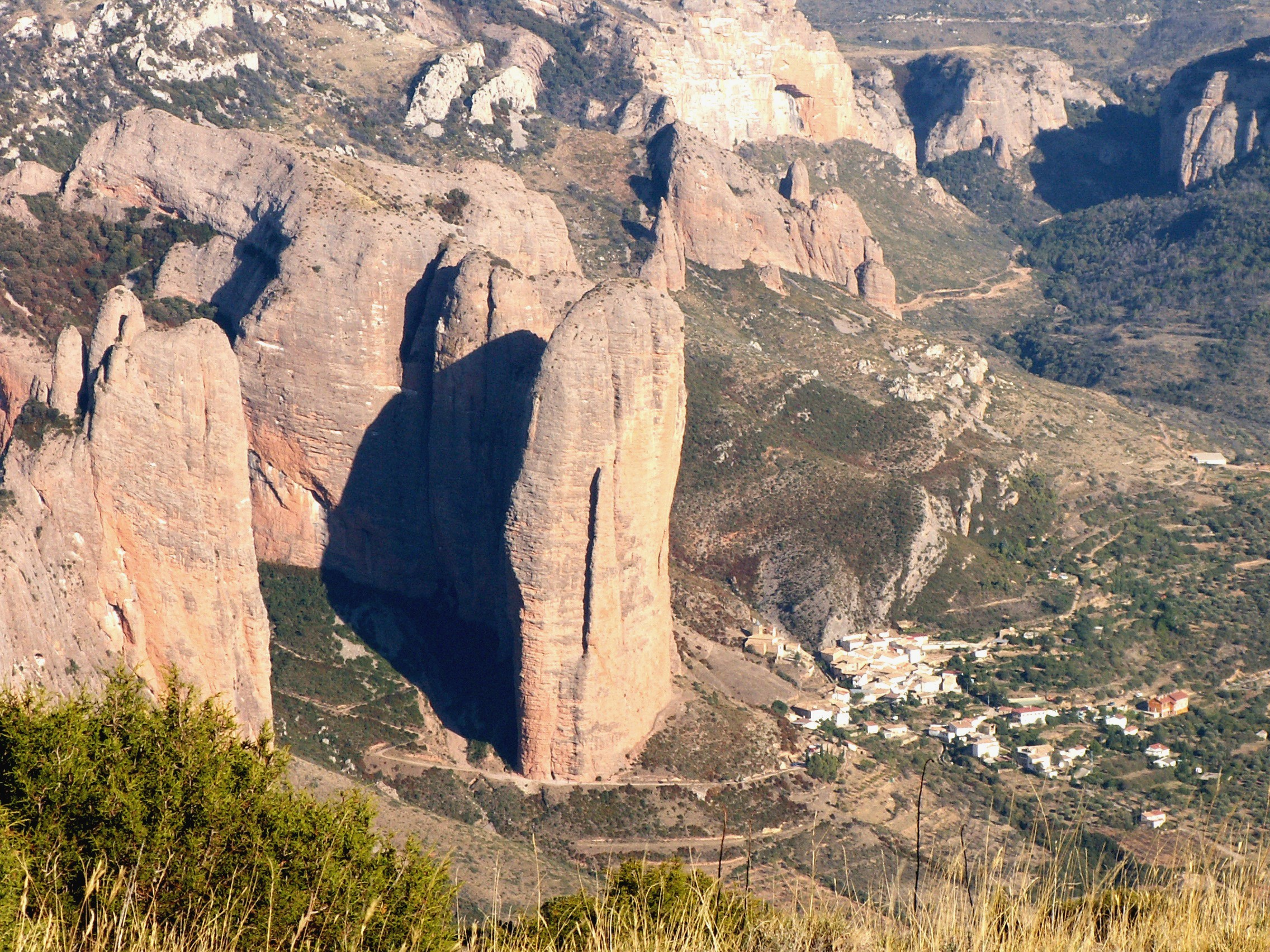
Les Mallos de Riglos, en Aragon, Espagne.

### Climat et écosystèmes

Principaux étages de végétation : mousses et lichens à l'étage nival, prairies à l'étage alpin, pins à crochets à l'étage subalpin, sapins et hêtres à l'étage montagnard puis chênes et châtaigniers à l'étage collinéen.

Par leur latitude et leur orientation les Pyrénées séparent deux grands ensembles climatiques et végétaux : océanique à l'ouest et au nord, continental et méditerranéen au sud et à l'est. Seul le versant français présente des vallées glaciaires, typiques et impressionnantes comme la vallée d'Ossau ou celle d'Aspe par exemple. Les glaciers s'étendaient alors au nord jusqu'aux portes de Pau, les coteaux de Jurançon étant d'ailleurs d'anciennes moraines glaciaires.
L'influence océanique du nord-ouest, en provenance du golfe de Gascogne tout proche, est intense au Pays basque (cumuls pluviométriques de 150 à 250 cm/an, hivers relativement doux et étés frais : moyennes de +1 °C en janvier à +13 °C en juillet vers 1 200 m d'altitude). Elle se prolonge sur les quatre cinquièmes de la chaîne en versant nord (jusqu'au département de l'Aude), tandis qu'elle pénètre peu sur le versant sud (guère plus loin que les montagnes de Navarre puis à proximité immédiate des crêtes frontalières).
En s'enfonçant dans les terres la pluviométrie se modère tout en restant régulière (100 à 150 cm/an en moyenne montagne, localement 200 cm sur les plus hauts massifs des Pyrénées Occidentales) et l'amplitude thermique augmente (à 1 200 m : −1 °C en janvier, +13 °C en juillet).
Les pâturages verdoyants alternent avec des forêts de chênes à feuilles caduques en vallée et piémont, de hêtres et sapins en moyenne montagne. La limite haute de la forêt se situe entre 2 000 et 2 500 m (pins à crochets), laissant place aux landes subalpines (bruyère, rhododendrons) puis, au-dessus de 2 500 à 3 000 m, aux pierriers, névés et petits glaciers.
Sur le versant sud (Aragon, Catalogne occidentale, Andorre, Cerdagne) le régime des précipitations est essentiellement alimenté par les perturbations de sud à sud-ouest d'origine atlantique, qui subissent une influence continentale lors de leur traversée de la péninsule ibérique et se réactivent au contact du relief pyrénéen. Les précipitations sont plus rares mais souvent plus intenses qu'en versant nord, ce qui explique que l'ensoleillement soit bien meilleur alors que les cumuls pluviométriques sont comparables (100 à 150 cm/an) si l'on excepte le piémont aride (environ 50 cm/an). L'air océanique tempéré étant repoussé par la haute chaîne, les hivers sont relativement froids et les étés chauds (à 1 200 m : 0 °C en janvier, +15 °C en juillet). La moyenne montagne présente une végétation typiquement méditerranéenne : garrigue pierreuse et buissonneuse, forêts de chênes verts, pins noirs, pins sylvestres. Les plus hautes vallées accueillent de vertes prairies, des forêts de hêtres, sapins, pins sylvestres et à crochets. L'étage altimontain ne serait guère différent de celui du versant nord si la prédominance des terrains calcaires au sud n'était une contrainte se superposant au climat et qui abaisse la limite du végétal. La frontière franco-espagnole est aussi une frontière climatique : alpin, frais et humide au nord, en France, méditerranéen, sec et plus chaud au sud en Espagne. Sur le versant nord, en Béarn, Comminges et Béarn, deux phénomènes sont courants : le blocage orographique, avec ses abondantes précipitations (jusqu'à 7 mètres de neige en quelques semaines), phénomène dû à la présence d'un anticyclone sur l'Atlantique et les dépressions anglaises et scandinaves qui basculent leurs fronts froids vers le sud, ces derniers se bloquant sur cette barrière montagneuse est-ouest ; et deuxième phénomène, le foehn, ce vent chaud qui dévale des montagnes vers les vallées françaises, lorsqu'un front froid et humide de sud se bloque sur le versant espagnol à cause d'une dépression sur le golfe de Gascogne, l'air froid qui remonte du sud vers les hauts sommets est aspiré par les basses pressions situées de l'autre côté de la barrière, au large de Biarritz, et se comprime et perd sa vapeur d'eau en s'échauffant brusquement. Il est possible de constater une température de 24 °C en plein mois de janvier à Luchon et seulement 0 °C à Saint-Gaudens, 45 km plus au nord, mais le foehn peut atteindre Pau, Tarbes, Lourdes et Foix. Quelques jours après, il peut neiger à basse altitude.
L'Hôspitalet-près-l'Andorre en Ariège est la dernière commune à l'est des Pyrénées françaises qui connaisse le climat alpin atlantico-continental avec tous les mois de l'année frais, nuageux et humides, particulièrement neigeux en hiver. Dès que l'on passe le col de Puymorens, on bascule dans la zone méditerranéenne, le contraste est saisissant : à Latour-de-Carol, à quelques kilomètres à vol d'oiseau plus à l'est, la sécheresse domine et le soleil brille plus de 3 000 heures par an.
Enfin, l'orient de la chaîne plus proche du versant sud par sa végétation mais qui diffère par son régime des précipitations : la Méditerranée engendre des perturbations, rares mais parfois diluviennes sur les premiers versants montagneux rencontrés. La région transfrontalière située entre le Canigou et la ville d'Olot est particulièrement arrosée (100 à 150 cm/an) ainsi qu'en témoignent les nombreuses hêtraies. L'ensoleillement est cependant important, avec de longues périodes de beau temps et une sécheresse estivale atténuée sur les massifs par des orages.

### Faune et flore

#### Flore

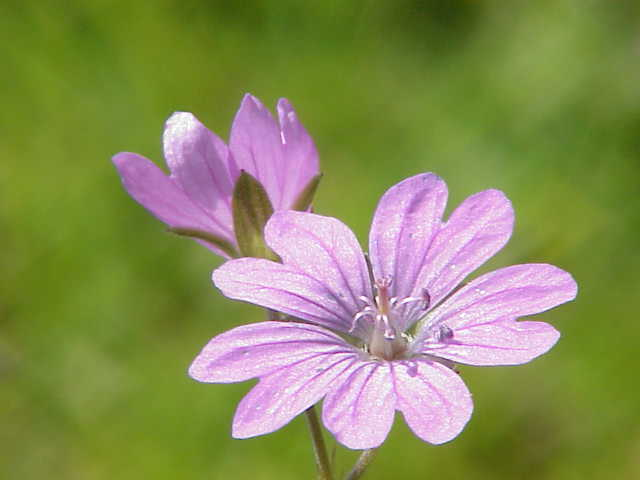
Géranium des Pyrénées.

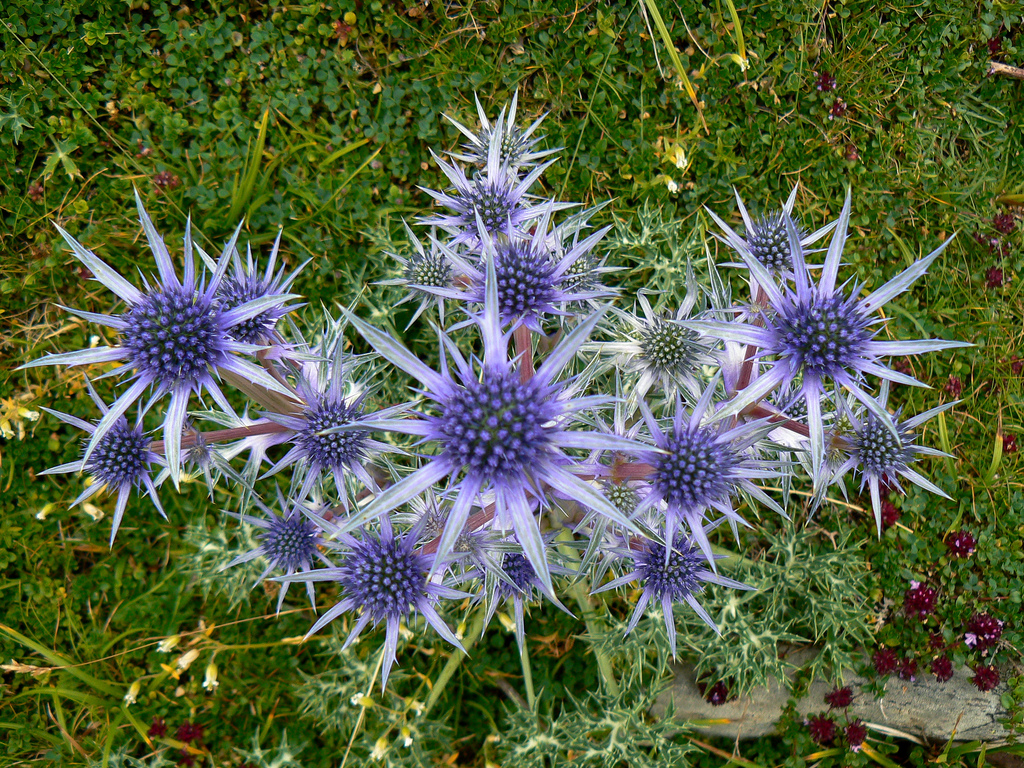
Chardon bleu des Pyrénées.

La flore des Pyrénées comporte environ 4 500 espèces, dont 160 espèces endémiques comme le saxifrage des Pyrénées, l'ancolie des Pyrénées, la ramondie des Pyrénées, ou le chardon bleu des Pyrénées. L'orientation est-ouest des Pyrénées a pour conséquence qu'un grand nombre d'espèces qui étaient présentes au nord de celles-ci durant l'ère tertiaire ont disparu en raison du froid pendant la dernière grande glaciation, il y a environ 20 000 ans. En effet, en migrant vers le sud et des températures plus clémentes elles ont buté contre la chaîne de montagnes, qu'elles n'ont pas pu franchir. Toutefois, quelques espèces ont pu s'adapter et subsister dans des vallées protégées des Pyrénées, devenant endémiques de cette région.
L'influence méditerranéenne fait que les Pyrénées orientales, plus ensoleillées et moins arrosées, ont une composition floristique différente du reste de la chaîne. Les principales essences d'arbre dans les Pyrénées sont, sur les basses pentes (étage collinéen) de la partie centrale et occidentale de la chaîne, le chêne pédonculé et le chêne tauzin, dans la partie orientale le chêne kermès, le chêne vert, le pin d'Alep et le pin sylvestre. Le châtaignier est lui présent sur toute la chaîne. En moyenne montagne (étage montagnard), le hêtre commun et le sapin blanc se trouvent le long de la chaîne, ainsi que dans une moindre mesure sorbiers et bouleaux. En altitude (étage subalpin), le pin à crochets domine, alternant avec des landes de rhododendron et de busserole.
L'agriculture est limitée dans les fonds de vallée aux céréales et aux arbres fruitiers.

#### Faune

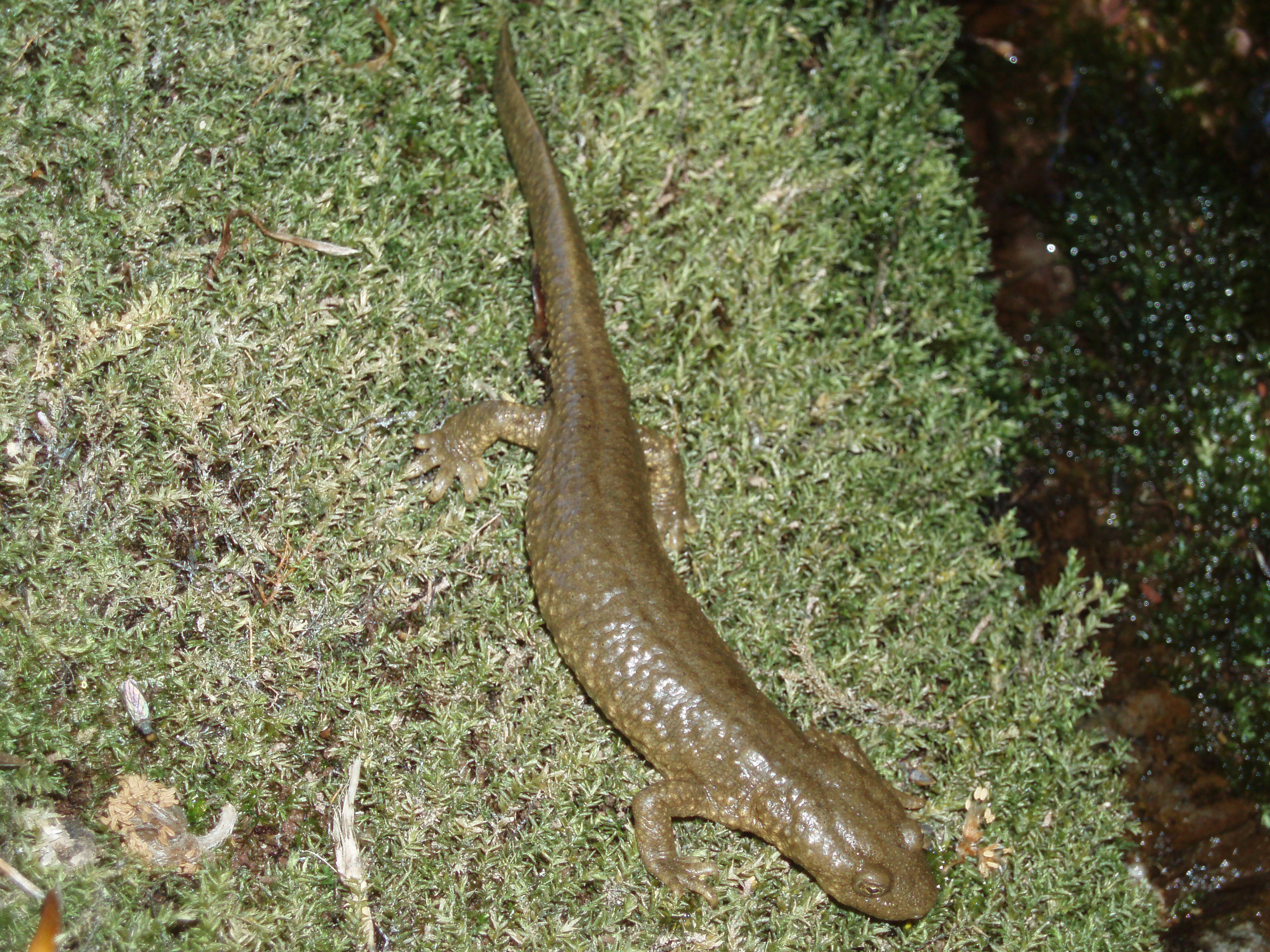
Euprocte des Pyrénées.

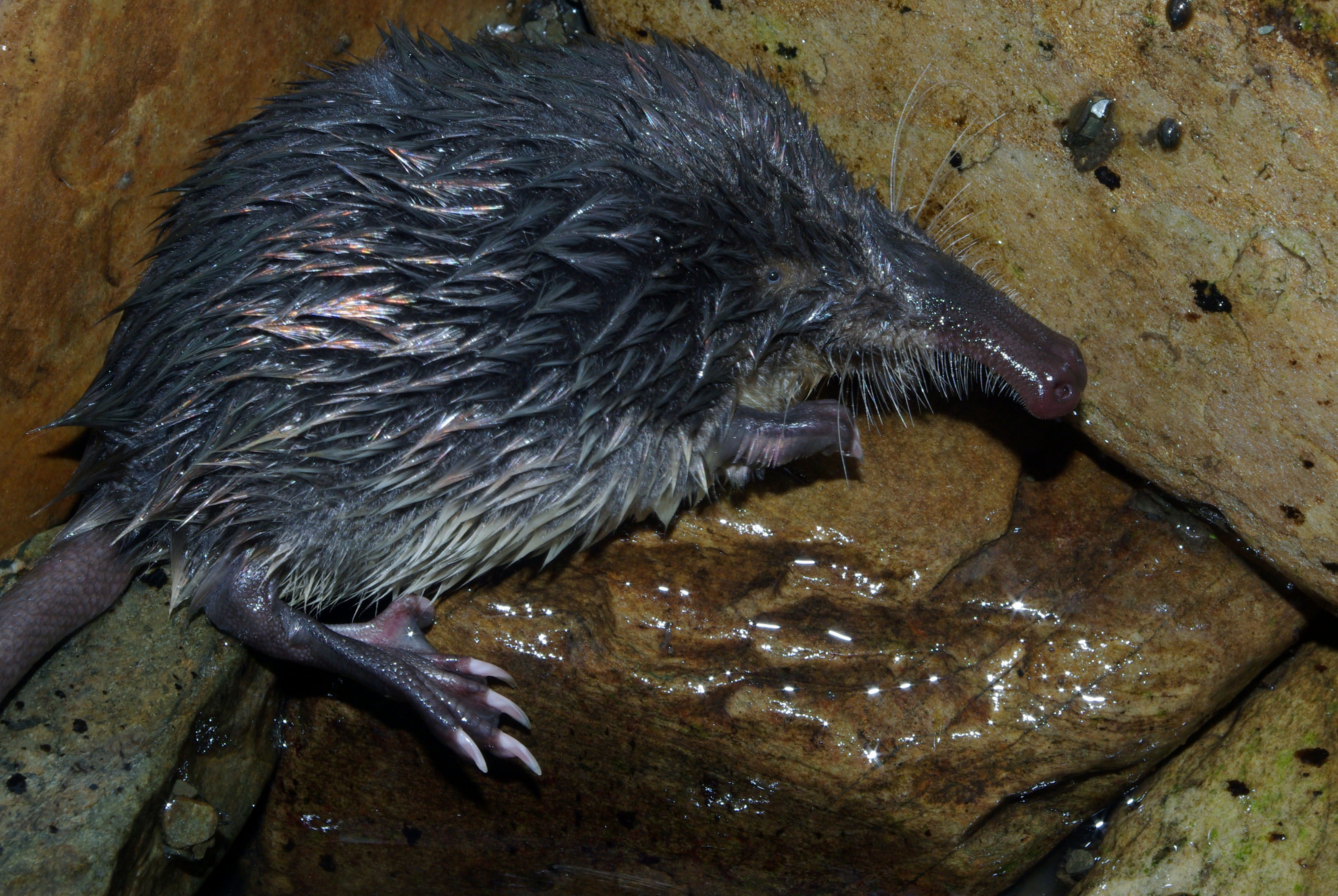
Desman des Pyrénées.

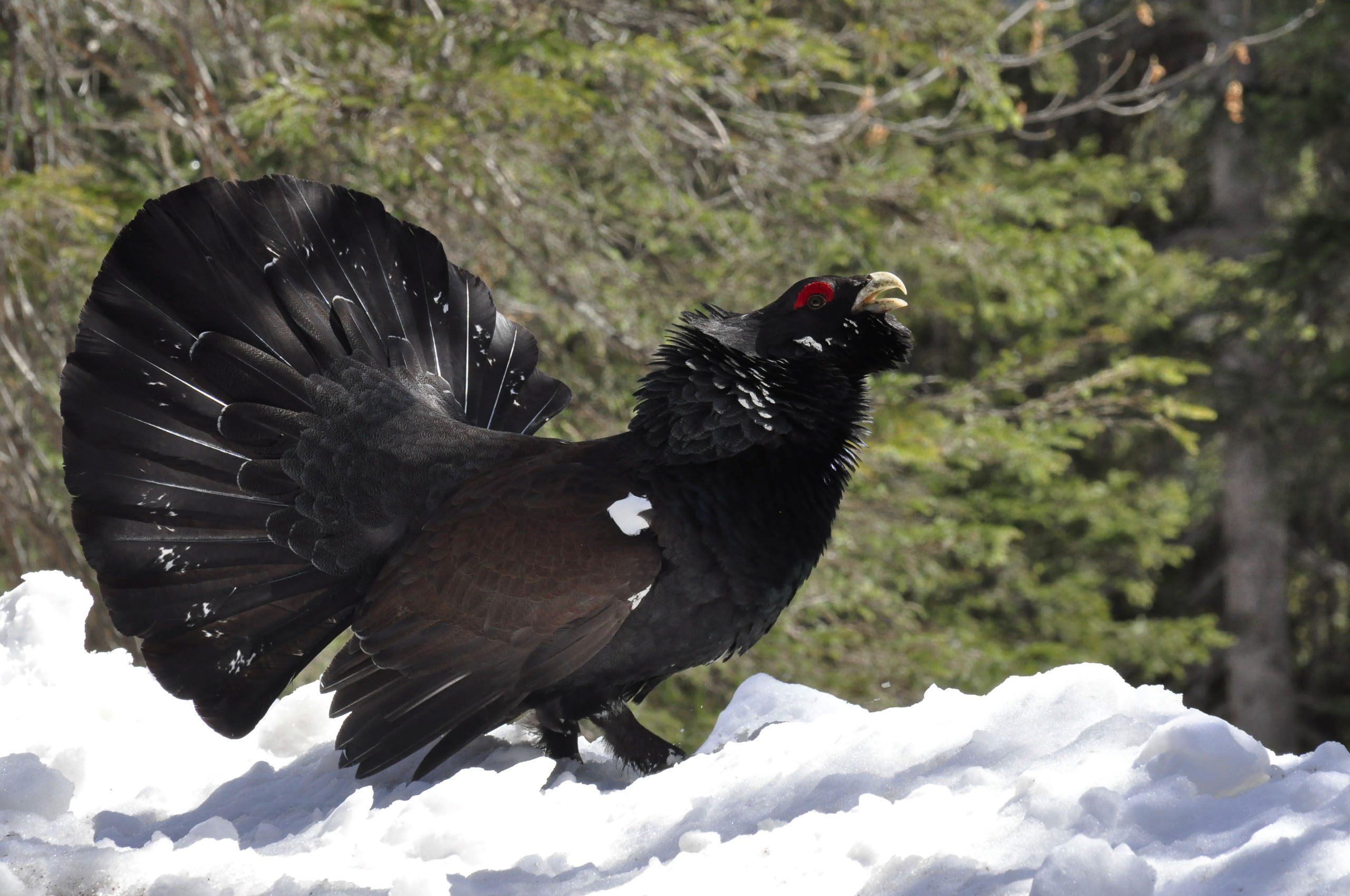
Grand Tétras mâle en parade.

La faune des Pyrénées présente également de nombreux exemples d'endémisme : le desman des Pyrénées ou rat-trompette, mammifère aquatique dont l'aire de répartition s'étend aux deux versants des Pyrénées et aux massifs montagneux du nord-ouest de la péninsule Ibérique, l'euprocte des Pyrénées, batracien urodèle proche de la salamandre, vivant dans les cours d'eau d'altitude.
Le bouquetin des Pyrénées s'est éteint en 2001, et se voit remplacé par la réintroduction, depuis 2014, de bouquetins ibériques dans le parc national des Pyrénées et le parc naturel régional des Pyrénées ariégeoises. D'autres espèces comme le gypaète barbu ou l'isard ont elles aussi été en voie d'extinction mais sont aujourd'hui protégées et commencent à se repeupler. Quant à l'ours brun indigène des Pyrénées, il a été chassé jusqu'à sa quasi-extinction dans les années 1990. Des tentatives de renforcement de l'espèce ont lieu depuis 1996 en relâchant des ours apportés de Slovénie.
Certains mammifères aujourd'hui largement répandus dans la montagne pyrénéenne sont le résultat de l'action humaine : la marmotte, qui avait disparait lors de la dernière glaciation fut introduite depuis les Alpes à la fin des années 1940, le mouflon de Corse fut lui introduit dans les Pyrénées-Orientales dans les années 1950. Tous les grands mammifères de la forêt tempérée européenne sont présents naturellement : chevreuil, cerf élaphe, loup, lynx, sanglier, renard ou encore martre et fouine.
Au-delà des mammifères, la biodiversité animale des Pyrénées est importante, avec des espèces d'oiseaux typiquement montagnardes comme le grand Tétras ou le lagopède, de nombreuses espèces de rapaces telles que l'aigle royal, le gypaète barbu, le vautour fauve, le vautour percnoptère, le faucon crécerelle, le faucon pèlerin, le grand-duc, le circaète Jean-le-Blanc, ou encore plus de 300 espèces de papillons.
Une des particularités de la faune pyrénéenne est la richesse de sa vie souterraine, ayant donné lieu à l'installation en 1948 du Laboratoire souterrain de Moulis, sous l'impulsion de René Jeannel et Albert Vandel. En particulier, l'ensemble des 40 espèces cavernicoles du genre Aphaenops (coléoptères) sont endémiques de la chaîne pyrénéenne.
De nombreuses races domestiques régionales perdurent dans les Pyrénées : les emblématiques chien de montagne des Pyrénées et berger des Pyrénées, le porc noir gascon, la chèvre des Pyrénées, la brebis lourdaise, la vache béarnaise, ou le poney basque pottok.

## Histoire

### Période préhistorique

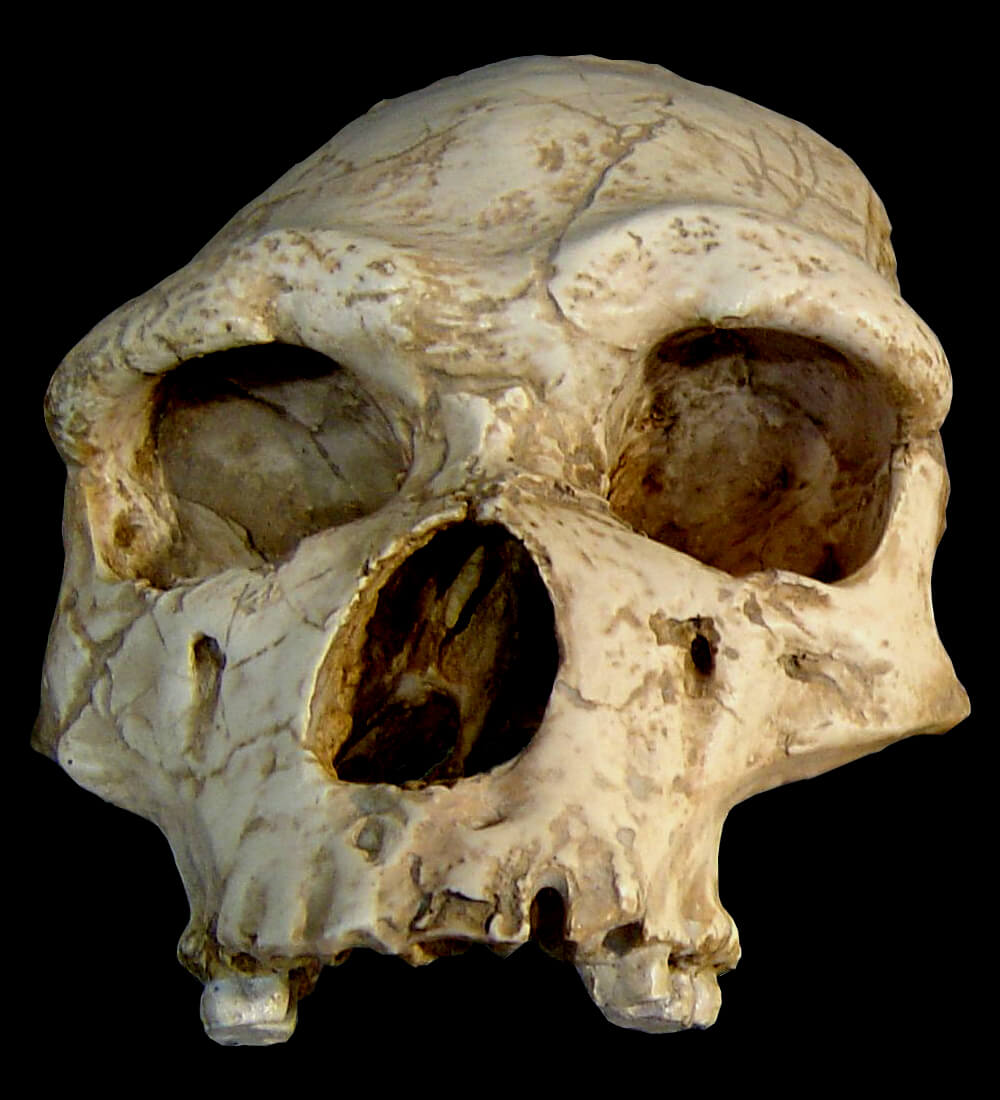
Crâne de l'Homme de Tautavel, Pyrénées orientales, vers 450000 ans AP.

La plus ancienne présence d'un membre de la lignée humaine (genre Homo) est attestée dans la région dès −800 000 ans (Paléolithique inférieur) avec Homo antecessor à Atapuerca (nord de l'Espagne), puis avec l'Homme de Tautavel vers −450 000 ans, (commune de Tautavel dans le département des Pyrénées-Orientales).
Durant tout le Paléolithique moyen, la zone des Pyrénées sera occupée par l'Homme de Néandertal (grottes de Gargas, du Noisetier ou d'Isturitz), avant que ce dernier ne soit remplacé par l'Homme moderne au Paléolithique supérieur. Les grottes de Gargas (période gravetienne) et de Niaux (période magdalénienne) témoignent à travers l'art pariétal de la présence et de la complexité des sociétés humaines de l'époque. Le radoucissement climatique vers −10 000 ans (Holocène) met fin à cette culture de « l'âge du renne » dans la zone du piémont pyrénéen : les grands troupeaux des steppes remontent vers le nord ; la couverture forestière s'étend, la technique de chasse évolue alors en conséquence vers l'Azilien (du nom de la commune du Mas-d'Azil en Ariège).
La néolithisation, ou passage d'une économie de prédation (chasseurs-cueilleurs) à une économie de production (agriculture-élevage), s'étend lentement par diffusion à partir de la côte méditerranéenne (voir courant cardial) : la pénétration des nouvelles techniques se fait depuis la côte suivant les fleuves (Èbre, Aude). La côte atlantique connaît aussi un courant de néolithisation plus tardif avec le mégalithisme (attestation de nombreux harrespils ou cromlechs (Occabe, plateau du Bénou), tumulus et menhirs dans le département des Pyrénées-Atlantiques).
Avec l'âge du bronze et l'âge du fer commence l'exploitation minière du massif, riche aussi en or et en argent. La Protohistoire voit le développement des Gaztelu zahar.

### Période historique

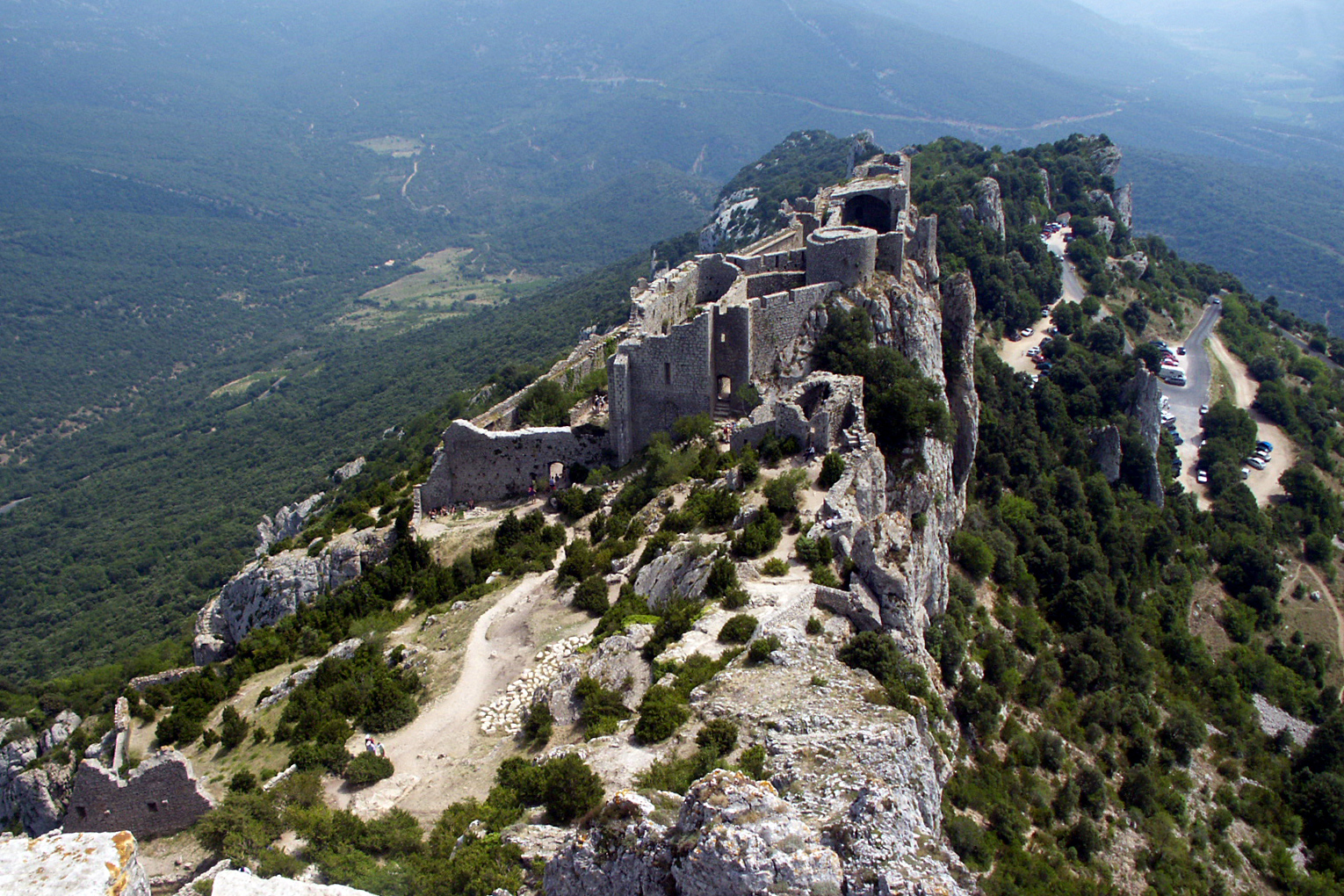
Château de Peyrepertuse.

La zone « rentre dans l'Histoire » avec les premiers comptoirs grecs côté méditerranéen (Empúries), puis les conquêtes romaines de la Catalogne vers 210 av. J.-C. et de la Narbonnaise vers 118 av. J.-C. Rome conquiert finalement toute la zone (conquête romaine de l'Hispanie progressivement, conquête de l'Aquitaine par Publius Crassus en 56 av. J.-C.) et divise le territoire suivant 3 provinces romaines sous l'empire romain : Novempopulanie côté Aquitaine, Narbonnaise côté Languedoc, et Tarraconaise côté péninsule ibérique.
Au haut Moyen Âge, le territoire tombe sous la domination des Wisigoths au Ve siècle puis des arabo-musulmans au VIIIe siècle. Les Francs conquerront rapidement la zone au nord-ouest des Pyrénées appartenant aux Vascons (ancêtre des Basques et des Gascons), et la Reconquista sur versant espagnol verra naître des royaumes à partir des vallées pyrénéennes que seront le royaume de Navarre et le royaume d'Aragon.
Voir aussi :
- Histoire de l'Andorre
- Bataille de Roncevaux (Chanson de Roland)

Aux XIIe et XIIIe siècles, l'Aude et l'Ariège furent des foyers importants du mouvement religieux cathare. En 1209 démarre la croisade des albigeois ordonnée par le pape Innocent III pour la réprimer. Elle fut l'occasion de nombreux sièges et affrontements auxquels participèrent les seigneurs des fiefs pyrénéens, comme le roi Pierre II d'Aragon, le comte Raymond-Roger de Foix ou le comte Bernard IV de Comminges. La prise du château de Montségur (Ariège) en 1244, où plus de deux cents croyants furent condamnés au bûcher, reste un des épisodes les plus connus de cette période. À l'issue de la croisade, le royaume de France étendra son influence jusqu'au pied des Pyrénées.
La frontière franco-espagnole est le fruit d'une longue évolution dans les relations entre la France et l'Espagne : un premier traité, le traité de Corbeil (1258) entre le roi d'Aragon Jaume Ier  (Jacques Ier le conquérant) et Saint-Louis établit des zones d'influences entre le royaume de France et le royaume d'Aragon de chaque côté des Pyrénées, excepté le Roussillon qui fait partie de la Catalogne. La partie nord de la Navarre, ou Basse-Navarre, est rattachée à la France sous Henri IV tandis que le reste de la Navarre, ou Haute-Navarre, revient à la couronne d'Espagne. Il faudra attendre 1659 et le traité des Pyrénées pour qu'une "frontière" sur papier soit fixée : le Roussillon est rattaché définitivement à la couronne de France, la frontière suit grosso modo la ligne de partage des eaux, c'est-à-dire la ligne des plus hautes crêtes, excepté quelques territoires comme l'enclave de Llívia (voir le traité de Llívia). Toutefois, cette délimitation n'étant pas marquée "physiquement" sur le terrain, aucune zone de droit n'est définie et les communautés paysannes continuent de jouir par exemple de coutumes de pacages sur les terres du pays voisin de l'autre côté de la frontière. Il faudra attendre le traité de Bayonne en 1856 pour que soient réglés les litiges entre communautés frontalières, et qu'il soit décidé la pose de 602 bornes régulièrement espacées définissant ainsi la frontière actuelle.
L'évolution historique récente explique la prépondérance de la langue française au nord et espagnole au sud même si elles ne sont pas originaires de la région. Mais les langues catalane (Catalogne - Roussillon - Andorre - frange orientale de l'Aragon), occitane (côté français et en val d'Aran), et basque (Biscaye - Guipuscoa - nord de la Navarre - sud-ouest des Pyrénées-Atlantiques) sont aussi parlées, ainsi que, dans une bien moindre mesure, l'aragonais (nord de l'Aragon).

### Mythologies pyrénéennes

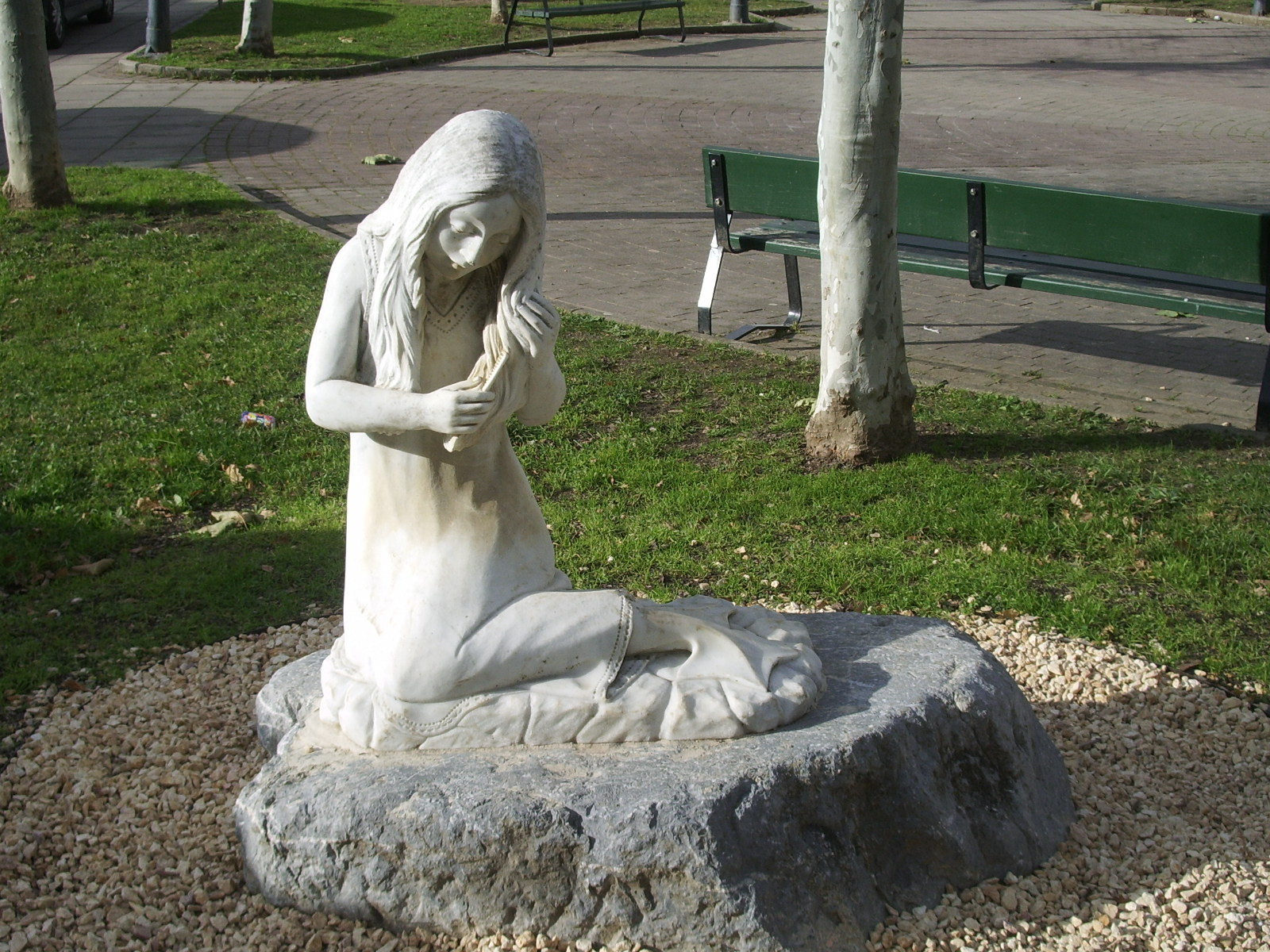
Statue représentant une lamina aux pieds palmés à Arrasate (Pays basque).

L'ensemble pyrénéen a connu une occupation humaine ininterrompue. Si le caractère montagnard a pu faciliter un relatif isolement des populations, comme un certain esprit d'indépendance vis-à-vis des pouvoirs centraux, il n'en demeure pas moins que les Pyrénées sont aussi un axe de passage, dès la Préhistoire. On a quelques témoignages de croyances pouvant remonter au Paléolithique. Il existe aussi des cultes très anciens portant sur des « dieux pyrénéens » pouvant se rattacher à des traditions celtes et gauloises, et plus spécifiquement basques, dont on sait que la zone d'influence couvrait la majeure partie des Pyrénées centrales et occidentales. Beaucoup de ces dieux ont été par la suite assimilés à des dieux romains.
Conformément à la tradition, les cultes se sont succédé sans discontinuer. Beaucoup d'églises ont, enchâssés dans leurs murs, des stèles et des autels « païens ». Les mégalithes ont fait l'objet de rituels jusqu'au XIXe siècle, où l'Église a procédé à des « christianisations » autoritaires. Par la suite, les dieux perdent peu à peu leur statut pour céder la place à des divinités plus ou moins familières et inquiétantes, présidant aux activités agropastorales, protégeant troupeaux et cultures et punissant les malfaiteurs. De là, les sylvains comme Tantugou en haut Comminges, le Silvan aragonais, et une infinie variété d'hommes sauvages, souvent couverts de poils, comme Jan de l'Ours en Béarn, ou le Basajaun basque, pour finir par des géants faisant figure de croquemitaines, Bécuts, Tartaro ou autres, avatars des cyclopes de l'Antiquité, d'abord effrayants, puis victimes de leur bêtise dans des contes populaires. L'actualité des temps leur trouve toujours une nouvelle jeunesse : des hommes sauvages sont appelés Iretges (hérétiques) en souvenir d'un temps où on pourchassait les déviants du christianisme, cathares ou autres. Les nains et lutins, comme les laminak du Pays basque, sont omniprésents[réf. nécessaire].
D'autres mythologies sont associées à la christianisation. Notamment le mythe de Milharis, berger légendaire ayant vécu 909 ou 999 ans selon les légendes (Mulat-Barbe, Millaris, le Berger de Mille ans moins un jour, etc.), liées à l'apparition de la première neige, symbole d'un monde nouveau, sont rapportées à l'apparition du christianisme et à la fin d'élites anciennes, détentrices de savoirs perdus (les Jentilak ou Gentils). Les saints protecteurs des activités agropastorales prennent la place des divinités. Les mégalithes, objets de cultes qui ont parfois perduré jusqu'au XIXe siècle, sont christianisés autoritairement par l'Église. Enfin, les apparitions de la Vierge Marie, nombreuses avant la plus célèbre, celle de Lourdes, sont quasiment une spécificité pyrénéenne. Beaucoup de ces apparitions se sont produites dans ou à proximité de grottes ayant connu un habitat préhistorique et où étaient relatées des apparitions de damas blancas, dames blanches, c'est-à-dire des fées.
En dehors de quelques recueils isolés, d'abord sur le versant français, puis, de manière plus poussée, sur le versant espagnol, il y a eu peu d'études globales de la mythologie pyrénéenne jusqu'à Olivier de Marliave.

## Activités

### Exploitation et économie de la zone massif

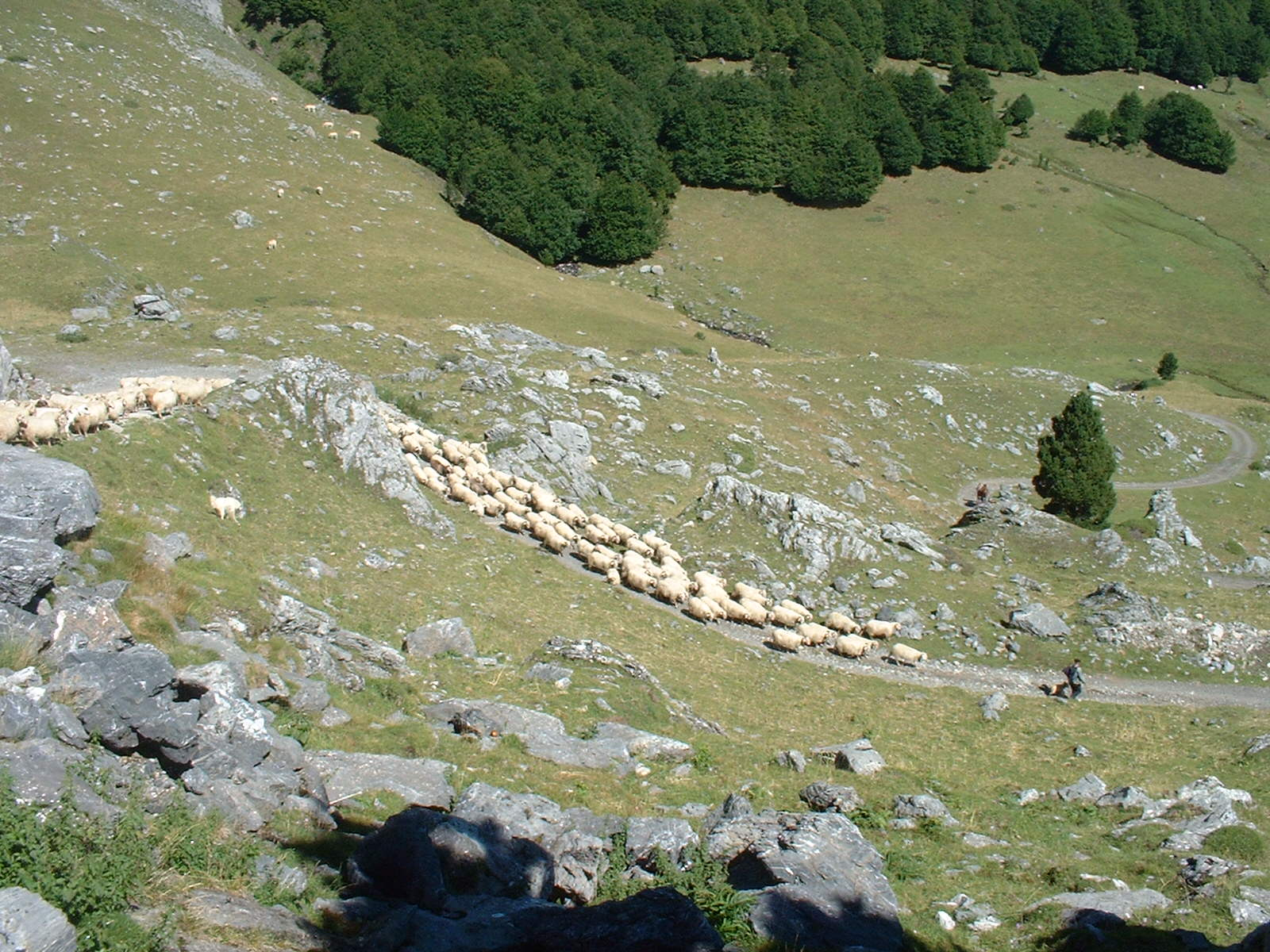
Transhumance dans le parc national des Pyrénées (étage alpin).

Le secteur primaire reste fort dans cette région peu propice à une grande urbanisation. On note une grande activité pastorale en altitude, les estives couvrant 575 000 ha, soit près d'un tiers de la surface du massif. Côté agriculture, le versant méditerranéen est propice à la culture de la vigne (massif des Corbières) ; les nombreux cours d'eau autorisent au niveau collinéen et dans les plaines l'irrigation de vergers et de champs agricoles. La filière bois est quant à elle bien développée à l'est et au centre de la chaîne,, beaucoup moins à l'ouest (Béarn et Pays Basque). 
Les nombreux gisements miniers exploités depuis l'Antiquité ne le sont plus (les mines de fer de Batère sont les dernières à fermer en 1999) ; seules persistent les activités de carrière, notamment l'extraction du marbre de Sarrancolin, connu pour avoir été utilisé au château de Versailles.
Le secteur secondaire fut très développé durant le XXe siècle, avec des évolutions contrastées actuellement : l'industrie lourde tend à reculer tandis que les activités artisanales (avec plus de 334 activités différentes) se maintiennent, voire progressent.
Le secteur tertiaire est au contraire en fort développement dû à l'essor du tourisme, tant hivernal qu'estival. Le tourisme occupe ainsi une part importante dans l'économie actuelle du massif : outre les stations de sports d'hiver, un nombre important de stations thermales et d'hôtellerie est recensé. La haute montagne attire les randonneurs pour ses paysages et son aspect sauvage, tandis que le piémont et les vallées sont plus visités pour les lieux chargés d'histoire (chemins de Saint-Jacques de Compostelle, sentiers d'appellation cathare) et pour le tourisme religieux (pèlerinages à Lourdes).
Les sites naturels des Pyrénées cherchent depuis les années 2020 des solutions « pour gérer les flux du surtourisme ». C'est notamment le cas à la brèche de Roland, où s’aventurent des « marcheurs peu expérimentés » et ainsi souvent « victimes d’accident ». Ainsi, le département des Hautes-Pyrénées a institué des parkings payants, comme à la réserve du Néouvielle ou au pont d'Espagne pour accéder au lac de Gaube.
Voir aussi :
- Liste des stations de sports d'hiver des Pyrénées : il existe plus de 50 stations de sports d'hiver réparties tout le long de la chaîne.
- Catégorie:Station thermale des Pyrénées
- Liste de châteaux pyrénéens
- Liste des abbayes et monastères pyrénéens

En 1999, les statistiques concernant la répartition socio-professionnelle (côté français) étaient les suivantes :
- Agriculteur - exploitant : 7 %
- Artisan, commerçant : 9,5 %
- Professions intermédiaires : 19 %
- Employé : 32 %
- Ouvrier : 26,5 %
- Cadres - professions intellectuelles : 6,5 %

### Administration et aménagement du territoire

Carte des entités administratives et réseaux de transport des Pyrénées.

L'administration du territoire est bien sûr différente suivant les pays. En France, le territoire est découpé en régions, départements, arrondissements et cantons ; en Espagne, le découpage se fait en communautés autonomes, provinces et comarques ; en Andorre, la division est effectuée en paroisses.
Côté français, l'espace pyrénéen est défini et délimité administrativement d'après la loi Montagne du 9 janvier 1985 : le massif pyrénéen est constitué par « chaque zone de montagne et les zones qui lui sont immédiatement contiguës et qui forment avec elle une même entité géographique, économique et sociale » (Art.5L no 85-30). C'est une unité d'aménagement de l'espace et de programmation. L'aménagement du territoire y vise le regroupement économique de communes avec la création d'intercommunalités et de pays (voir l'article Pays des Pyrénées), ainsi que le désenclavement de la zone massif avec la construction de voie rapides ou d'autoroutes sur chaque versant ou transnationales (voir l'article frontière franco-espagnole).
Le réseau routier comprend l'autoroute A64 (la Pyrénéenne) qui compte 90 km dans la zone massif, 500 km de routes nationales et 2 000 km de routes départementales. Les autoroutes A9 et AP-7 permettent de traverser les Pyrénées orientales, l'A63 et l'AP-8 les Pyrénées occidentales ; l'autoroute A66 permettra à terme de relier Toulouse et Foix à Barcelone en ligne directe en passant près d'Andorre.
Le réseau ferré quant à lui comprend 350 km dont un pôle d'échange transfrontalier à Enveitg (département des Pyrénées-Orientales) avec l'Espagne et l'Andorre.
Du Pays basque à l'Ariège, en passant par le Béarn et la Bigorre, 35 Commissions Syndicales du massif Pyrénéen, des structures intercommunales créées par l'ordonnance royale du 18 juillet 1837, ont mission de gérer et développer le patrimoine naturel d'un territoire en montagne (forêts, espaces montagnards, faune et flore). Même si elles sont bien présentes dans le code des Collectivités Territoriales (art L 5222-1 et suivants du code général des collectivités territoriales), les Commissions Syndicales sont peu connues au niveau du public et des instances nationales.

### Parcs nationaux et réserves naturelles

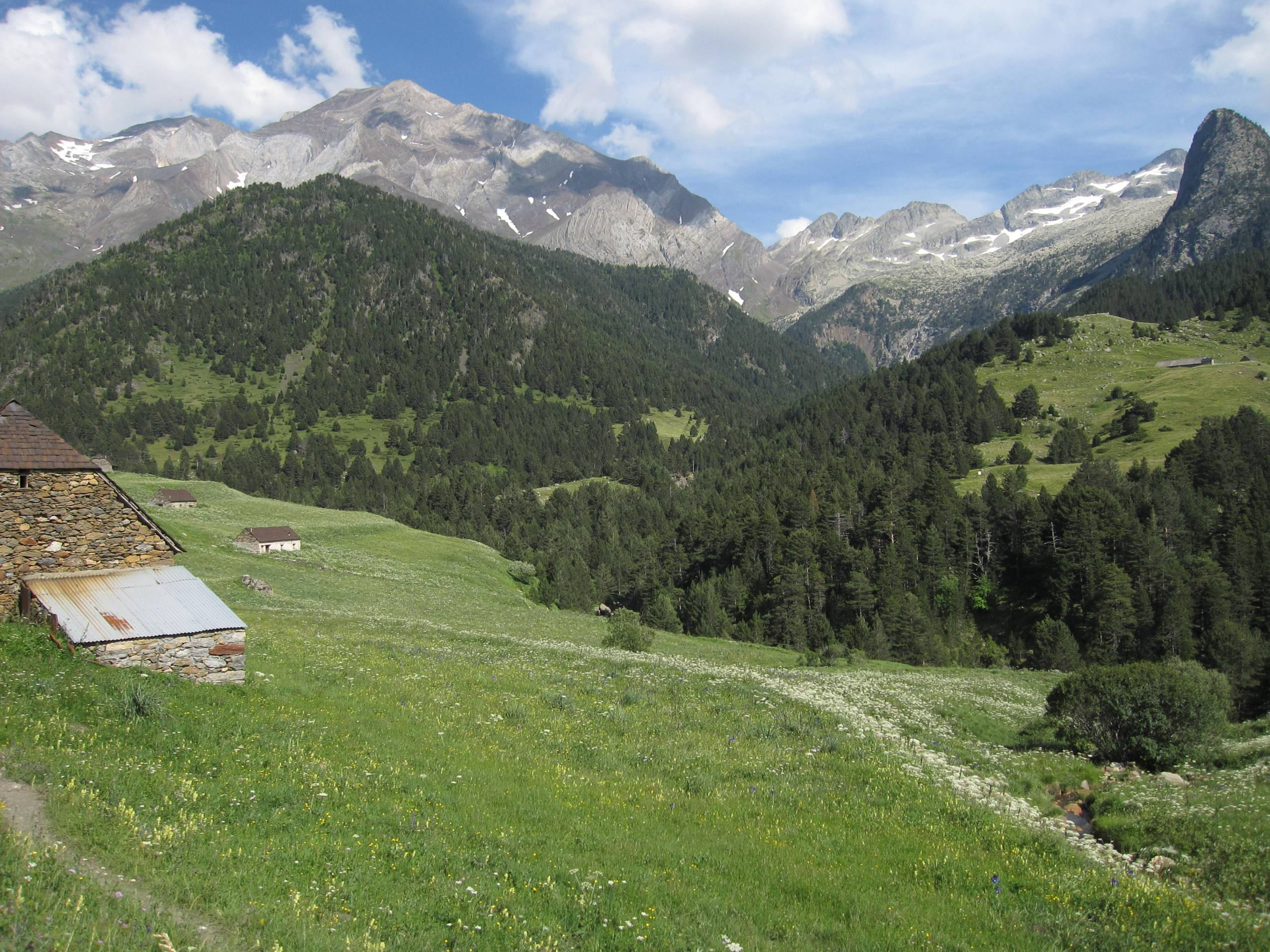
Le pic des Posets, Aragon, Espagne.

La faune et la flore des Pyrénées sont protégées par le parc national des Pyrénées sur le territoire français, et par deux parcs nationaux, le parc national d'Aigüestortes et lac Saint-Maurice en « Encantats » et le parc national d'Ordesa et du Mont-Perdu, en Espagne. À cela, s'ajoute le parc naturel régional des Pyrénées catalanes, le parc naturel régional des Pyrénées ariégeoises et des réserves naturelles nationales comme celle du Néouvielle, du Soussouéou dans la vallée d'Ossau dans les Pyrénées occidentales, ou les nombreuses réserves naturelles catalanes (Prats-de-Mollo-la-Preste, Nohèdes, Py, Mantet, Vallée d'Eyne, Jujols, Conat, La Massane). Il existe enfin des réserves naturelles régionales en Ariège (Embeyre), dans les Pyrénées-Orientales (Nyer) et dans les Hautes-Pyrénées (Pibeste). Les nombreux sites naturels classés au titre de la loi sur la protection des paysages et les arrêtés préfectoraux de protection de biotope, les réserves biologiques et les réserves de faune sauvage témoignent également de l'intérêt écologique du massif pyrénéen.